# Liste der Baudenkmale in Emden
In der Liste der Baudenkmale in Emden sind die Baudenkmale der kreisfreien Stadt Emden in Niedersachsen aufgelistet.

## Allgemein
In den Spalten befinden sich folgende Informationen:
- Lage: die Adresse des Baudenkmales und die geographischen Koordinaten. Kartenansicht, um Koordinaten zu setzen. In der Kartenansicht sind Baudenkmale ohne Koordinaten mit einem roten Marker dargestellt und können in der Karte gesetzt werden. Baudenkmale ohne Bild sind mit einem blauen Marker gekennzeichnet, Baudenkmale mit Bild mit einem grünen Marker.
- Bezeichnung: Bezeichnung des Baudenkmales
- Beschreibung: die Beschreibung des Baudenkmales. Unter § 3 Abs. 2 NDSchG werden Einzeldenkmale und unter § 3 Abs. 3 NDSchG Gruppen baulicher Anlagen und deren Bestandteile ausgewiesen.
- ID: die Objekt-ID des Baudenkmales
- Bild: ein Bild des Baudenkmales, ggf. zusätzlich mit einem Link zu weiteren Fotos des Baudenkmals im Medienarchiv Wikimedia Commons. Wenn man auf das Kamerasymbol klickt, können Fotos zu Baudenkmalen aus dieser Liste hochgeladen werden:

## Emden
Baudenkmale in der Gemarkung Emden.

### Stadtzentrum
| Lage                                                        | Bezeichnung                            | Beschreibung                                                                                                   | ID        | Bild           |
| ----------------------------------------------------------- | -------------------------------------- | --- | --------- | -------------- |
| Neutorstraße 53° 21′ 58″ N, 7° 12′ 25″ O                    | Gedenkstein                            | Berliner Meilenstein „Berlin 535 KM“                                                                           | 41146314  | BW             |
| Am Stadtgarten 53° 22′ 3″ N, 7° 12′ 21″ O                   | Fürbringer-Brunnen                     | Brunnen. Zur Erinnerung an Leo Fürbringer, von 1875 bis 1913 Oberbürgermeister von Emden.                      | 36373753  |                |
| 53° 22′ 1″ N, 7° 12′ 24″ O                                  | Rathaus                                | Rathaus Emden (Baudenkmal-Gruppe)                                                                              | 36356203  | BW             |
| Brückstraße 1 53° 22′ 1″ N, 7° 12′ 24″ O                    | Rathaus                                | Steenwinkel, Lourens van (Baudenkmal-Gruppe Rathaus)                                                           | 36371242  | Weitere Bilder |
| Neutorstraße 8 53° 22′ 2″ N, 7° 12′ 24″ O                   | „Engbers-Haus“                         | Wohn-/Geschäftshaus (Baudenkmal-Gruppe Rathaus)                                                                | 36371270  | BW             |
| 53° 21′ 50″ N, 7° 12′ 32″ O                                 | Wasser- und Schifffahrtsamt            | Baudenkmal-Gruppe                                                                                              | 36355956  | BW             |
| Friedrich-Naumann-Straße 7 53° 21′ 51″ N, 7° 12′ 32″ O      | Verwaltungsgebäude                     | (Baudenkmal-Gruppe Wasser- und Schifffahrtsamt)                                                                | 36362075  | BW             |
| Friedrich-Naumann-Straße 9 53° 21′ 50″ N, 7° 12′ 32″ O      | Verwaltungsgebäude                     | (Baudenkmal-Gruppe Wasser- und Schifffahrtsamt)                                                                | 36362101  | BW             |
| 53° 21′ 59″ N, 7° 12′ 37″ O                                 | Emder Hafensystem                      | Baudenkmal-Gruppe                                                                                              | 36355851  | BW             |
| Am Delft 53° 21′ 53″ N, 7° 12′ 22″ O                        | Hafentor                               | Portal (Baudenkmal-Gruppe Emder Hafensystem)                                                                   | 36360133  | Weitere Bilder |
| Hafensystem 53° 21′ 50″ N, 7° 12′ 26″ O                     | Hafen (Baukomplex)                     | (Baudenkmal-Gruppe Emder Hafensystem)                                                                          | 36360768  |                |
| An der Bonesse/Hinter der Halle 53° 21′ 56″ N, 7° 12′ 34″ O | Faldernbrücke                          | (Baudenkmal-Gruppe Emder Hafensystem)                                                                          | 39394628  | BW             |
| Faldernstraße/Hinter der Halle 53° 21′ 57″ N, 7° 12′ 35″ O  | Brückenwärterhaus                      | (Baudenkmal-Gruppe Emder Hafensystem)                                                                          | 39394651  | BW             |
| Brückstraße 53° 22′ 1″ N, 7° 12′ 35″ O                      | „Neues Siel“                           | Siel (Baudenkmal-Gruppe Emder Hafensystem)                                                                     | 36360691  | BW             |
| Am Roten Siel 53° 22′ 0″ N, 7° 13′ 1″ O                     | „Rotes Siel“                           | Siel (Baudenkmal-Gruppe Emder Hafensystem)                                                                     | 36360421  | BW             |
| 53° 22′ 0″ N, 7° 13′ 9″ O                                   | Kesselschleuse (Ems-Jade-Schleuse)     | Baudenkmal-Gruppe                                                                                              | 36355814  | Weitere Bilder |
| Kesselschleuse 53° 22′ 1″ N, 7° 13′ 9″ O                    | Schleusenanlage                        | (Baudenkmal-Gruppe Kesselschleuse (Ems-Jade-Schleuse))                                                         | 36360394  |                |
| Kesselschleuse 1 53° 22′ 2″ N, 7° 13′ 7″ O                  | Kesselschleuse, Schleusenwärterhaus I  | Schleusenwärterhaus (Baudenkmal-Gruppe Kesselschleuse (Ems-Jade-Schleuse))                                     | 36360448  |                |
| Kesselschleuse 2 53° 22′ 0″ N, 7° 13′ 8″ O                  | Kesselschleuse, Schleusenwärterhaus II | Schleusenwärterhaus (Baudenkmal-Gruppe Kesselschleuse (Ems-Jade-Schleuse))                                     | 36360475  |                |
| 53° 21′ 56″ N, 7° 13′ 3″ O                                  | Schwanenteiche                         | Baudenkmal-Gruppe                                                                                              | 36356318  | BW             |
| Am Herrentor 53° 21′ 55″ N, 7° 13′ 3″ O                     | Schwanenteiche                         | Grünanlage (Baudenkmal-Gruppe Schwanenteiche)                                                                  | 36373626  | BW             |
| 53° 22′ 24″ N, 7° 12′ 40″ O                                 | Emder Wallanlage                       | Baudenkmal-Gruppe                                                                                              | 36355797  | BW             |
| 53° 22′ 24″ N, 7° 12′ 40″ O                                 | Wallanlagen                            | (Baudenkmal-Gruppe Emder Wallanlage)                                                                           | 36361698  | BW             |
| Stadtgraben 53° 22′ 17″ N, 7° 12′ 54″ O                     | Kanal (Wasserstraße)                   | (Baudenkmal-Gruppe Emder Wallanlage)                                                                           | 36361556  | BW             |
| Hinter Tief 53° 22′ 18″ N, 7° 12′ 19″ O                     | Kanal (Wasserstraße)                   | (Baudenkmal-Gruppe Emder Wallanlage)                                                                           | 36374529  | BW             |
| Wall 53° 21′ 54″ N, 7° 12′ 59″ O                            | Weiße-Mühlen-Zwinger                   | Zwinger (Architektur) (Baudenkmal-Gruppe Emder Wallanlage)                                                     | 36361602  |                |
| Mühlenstraße 82 53° 21′ 54″ N, 7° 12′ 58″ O                 | Windmühle (Weiße Mühle/Weizenmühle)    | Mühle (Baukomplex) (Baudenkmal-Gruppe Emder Wallanlage)                                                        | 36361088  | Weitere Bilder |
| Mühlenstraße 82 53° 21′ 54″ N, 7° 12′ 58″ O                 | Windmühle (Weiße Mühle/Weizenmühle)    | Maschinenhaus (Baudenkmal-Gruppe Emder Wallanlage)                                                             | 36361934  | BW             |
| Wall 53° 22′ 3″ N, 7° 13′ 4″ O                              | Rote-Mühlen-Zwinger                    | Zwinger (Architektur) (Baudenkmal-Gruppe Emder Wallanlage)                                                     | 36361626  | BW             |
| Brückstraße 116 53° 22′ 3″ N, 7° 13′ 1″ O                   | Windmühle (Rote Mühle)                 | Mühlenstumpf (Baudenkmal-Gruppe Emder Wallanlage)                                                              | 36360717  | Weitere Bilder |
| Wall 53° 22′ 14″ N, 7° 12′ 59″ O                            | Gelbe-Mühlen-Zwinger                   | Zwinger (Architektur) (Baudenkmal-Gruppe Emder Wallanlage)                                                     | 36361650  |                |
| Nordertorstraße 49 53° 22′ 17″ N, 7° 12′ 51″ O              | „Kiosk am Wall“                        | Kiosk (Baudenkmal-Gruppe Emder Wallanlage)                                                                     | 39394460  | BW             |
| Wall 53° 22′ 22″ N, 7° 12′ 49″ O                            | Marienwehrster Zwinger                 | Zwinger (Architektur) (Baudenkmal-Gruppe Emder Wallanlage)                                                     | 36361674  | BW             |
| 53° 22′ 20″ N, 7° 12′ 48″ O                                 | Windmühle Marienwehrster Zwinger       | Baudenkmal-Gruppe (Bestandteil der Baudenkmal-Gruppe Emder Wallanlage)                                         | 36356282  | Weitere Bilder |
| Am Marienwehrster Zwinger 11 53° 22′ 21″ N, 7° 12′ 48″ O    | Windmühle („De Vrouwe Johanna“)        | Mühle (Baukomplex) (Baudenkmal-Gruppen Emder Wallanlage/Windmühle Marienwehrster Zwinger)                      | 36371687  | Weitere Bilder |
| Am Marienwehrster Zwinger 11 53° 22′ 20″ N, 7° 12′ 48″ O    | Müllerwohnhaus („De Vrouwe Johanna“)   | Wohnhaus (Baudenkmal-Gruppen Emder Wallanlage/Windmühle Marienwehrster Zwinger)                                | 36371719  |                |
| Wall 53° 22′ 27″ N, 7° 12′ 35″ O                            | Vogelsang-Zwinger                      | Zwinger (Architektur) (Baudenkmal-Gruppe Emder Wallanlage)                                                     | 36361721  | BW             |
| Wall 53° 22′ 25″ N, 7° 12′ 31″ O                            | Kriegerdenkmal                         | (Baudenkmal-Gruppe Emder Wallanlage)                                                                           | 36361578  | BW             |
| Wall 53° 22′ 27″ N, 7° 12′ 19″ O                            | Albringwehrster Zwinger                | Zwinger (Architektur) (Baudenkmal-Gruppe Emder Wallanlage)                                                     | 36361745  | BW             |
| Wall 53° 22′ 22″ N, 7° 12′ 4″ O                             | Heu-Zwinger                            | Zwinger (Architektur) (Baudenkmal-Gruppe Emder Wallanlage)                                                     | 36361769  | BW             |
| Wall 53° 22′ 14″ N, 7° 11′ 55″ O                            | Meister-Geerds-Zwinger                 | Zwinger (Architektur) (Baudenkmal-Gruppe Emder Wallanlage)                                                     | 36361793  | BW             |
| 53° 22′ 10″ N, 7° 12′ 6″ O                                  | Brückenensemble                        | Baudenkmal-Gruppe                                                                                              | 36355744  | BW             |
| Alter Graben 53° 22′ 9″ N, 7° 12′ 25″ O                     | Kanal (Wasserstraße)                   | (Baudenkmal-Gruppe Brückenensemble)                                                                            | 36373626  | BW             |
| Boltentorstraße 53° 22′ 10″ N, 7° 12′ 6″ O                  | Straßenbrücke                          | Brücke (Baudenkmal-Gruppe Brückenensemble)                                                                     | 36360008  | BW             |
| Boltentorstraße 11 53° 22′ 9″ N, 7° 12′ 6″ O                | Brückenkiosk                           | Kiosk (Baudenkmal-Gruppe Brückenensemble)                                                                      | 36373626  |                |
| Abdenastraße 53° 22′ 8″ N, 7° 11′ 54″ O                     | Wasserturm                             | Wasserturm Emden                                                                                               | 36373576  | Weitere Bilder |
| Neutorstraße 89 53° 22′ 18″ N, 7° 12′ 21″ O                 | Wohnhaus                               | | 39395231  | BW             |
| Rudolf-Breitscheid-Straße 20 53° 22′ 17″ N, 7° 12′ 31″ O    | Wohnhaus                               | Villa Anna | 36375032  | BW             |
| Bentinksweg 7 53° 22′ 21″ N, 7° 12′ 33″ O                   | Wohnhaus                               | | 39394983  | BW             |
| Philosophenweg 40 53° 22′ 24″ N, 7° 12′ 31″ O               | Villa                                  | | 36374901  | BW             |
| Douwesstraße 20/22 53° 22′ 22″ N, 7° 12′ 37″ O              | Wohnhaus                               | Mehrfamilienwohnhaus                                                                                           | 36373929  | BW             |
| Rudolf-Breitscheid-Straße 43 53° 22′ 20″ N, 7° 12′ 41″ O    | Wohnhaus                               | | 36375055  | BW             |
| Douwesstraße 6 53° 22′ 17″ N, 7° 12′ 41″ O                  | Wohnhaus                               | | 39394756  | BW             |
| Philosophenweg 8 53° 22′ 16″ N, 7° 12′ 47″ O                | Wohnhaus                               | | 36374877  | BW             |
| Zwischen beiden Bleichen 5 53° 22′ 12″ N, 7° 12′ 28″ O      | Villa                                  | | 36375125  | BW             |
| Zwischen beiden Bleichen 19 53° 22′ 15″ N, 7° 12′ 44″ O     | Gartenpavillon                         | Pavillon | 39395253  | BW             |
| 53° 22′ 10″ N, 7° 12′ 26″ O                                 | Ensemble Zwischen beiden Bleichen      | Baudenkmal-Gruppe                                                                                              | 36356351  | BW             |
| Zwischen beiden Bleichen 1 53° 22′ 11″ N, 7° 12′ 26″ O      | Verwaltungsgebäude                     | AOK (Baudenkmal-Gruppe Ensemble Zwischen beiden Bleichen)                                                      | 36371910  | BW             |
| Zwischen beiden Bleichen 2 53° 22′ 10″ N, 7° 12′ 26″ O      | Kino                                   | Apollo-Filmtheater (Baudenkmal-Gruppe Ensemble Zwischen beiden Bleichen)                                       | 36371940  | Weitere Bilder |
| 53° 22′ 23″ N, 7° 12′ 39″ O                                 | Ensemble Bentinksweg                   | Baudenkmal-Gruppe                                                                                              | 36355832  | BW             |
| Bentinksweg 28 53° 22′ 23″ N, 7° 12′ 36″ O                  | Wohnhaus                               | (Baudenkmal-Gruppe Ensemble Bentinksweg)                                                                       | 36360604  | BW             |
| Bentinksweg 29 53° 22′ 23″ N, 7° 12′ 36″ O                  | Wohnhaus                               | (Baudenkmal-Gruppe Ensemble Bentinksweg)                                                                       | 36360630  | BW             |
| Bentinksweg 30 53° 22′ 23″ N, 7° 12′ 37″ O                  | Wohnhaus                               | Villa Fritzen (Baudenkmal-Gruppe Ensemble Bentinksweg)                                                         | 36360656  | BW             |
| Bentinksweg 4 53° 22′ 22″ N, 7° 12′ 37″ O                   | Wohnhaus                               | (Baudenkmal-Gruppe Ensemble Bentinksweg)                                                                       | 36360579  |                |
| Bentinksweg 3 53° 22′ 22″ N, 7° 12′ 38″ O                   | Wohnhaus                               | (Baudenkmal-Gruppe Ensemble Bentinksweg)                                                                       | 36360554  |                |
| Bentinksweg 2 53° 22′ 22″ N, 7° 12′ 38″ O                   | Wohnhaus                               | (Baudenkmal-Gruppe Ensemble Bentinksweg)                                                                       | 36360529  |                |
| Bentinksweg 1 53° 22′ 22″ N, 7° 12′ 39″ O                   | Wohnhaus                               | Doppelhaus (Baudenkmal-Gruppe Ensemble Bentinksweg)                                                            | 36360502  | BW             |
| Philosophenweg 34 53° 22′ 22″ N, 7° 12′ 39″ O               | Wohnhaus                               | Doppelhaus (Baudenkmal-Gruppe Ensemble Bentinksweg)                                                            | 36361249  | BW             |
| Philosophenweg 33 53° 22′ 22″ N, 7° 12′ 40″ O               | Wohnhaus                               | (Baudenkmal-Gruppe Ensemble Bentinksweg)                                                                       | 36361224  | BW             |
| 53° 22′ 19″ N, 7° 12′ 42″ O                                 | Ensemble Rudolf-Breitscheid-Straße     | Baudenkmal-Gruppe                                                                                              | 36356077  | BW             |
| Rudolf-Breitscheid-Straße 42 53° 22′ 19″ N, 7° 12′ 42″ O    | Wohnhaus                               | (Baudenkmal-Gruppe Ensemble Rudolf-Breitscheid-Straße)                                                         | 36363617  | BW             |
| Philosophenweg 21 53° 22′ 19″ N, 7° 12′ 43″ O               | Wohnhaus                               | (Baudenkmal-Gruppe Ensemble Rudolf-Breitscheid-Straße)                                                         | 36363592  | BW             |
| 53° 22′ 17″ N, 7° 12′ 48″ O                                 | Ensemble Marienwehrster Zwinger I      | Baudenkmal-Gruppe                                                                                              | 36355869  | BW             |
| 53° 22′ 19″ N, 7° 12′ 47″ O                                 | Ensemble Marienwehrster Zwinger II     | Baudenkmal-Gruppe                                                                                              | 336356368 | BW             |
| Am Marienwehrster Zwinger 1 53° 22′ 20″ N, 7° 12′ 46″ O     | Wohnhaus                               | (Baudenkmal-Gruppen Emder Wallanlage / Ensemble Marienwehrster Zwinger I / Ensemble Marienwehrster Zwinger II) | 36360162  | BW             |
| Am Marienwehrster Zwinger 2 53° 22′ 20″ N, 7° 12′ 47″ O     | Wohnhaus                               | (Baudenkmal-Gruppen Emder Wallanlage / Ensemble Marienwehrster Zwinger I / Ensemble Marienwehrster Zwinger II) | 36360191  | BW             |
| Am Marienwehrster Zwinger 4 53° 22′ 19″ N, 7° 12′ 47″ O     | Wohnhaus                               | (Baudenkmal-Gruppen Emder Wallanlage / Ensemble Marienwehrster Zwinger I / Ensemble Marienwehrster Zwinger II) | 36360220  | BW             |
| Am Marienwehrster Zwinger 5 53° 22′ 19″ N, 7° 12′ 47″ O     | Wohnhaus                               | (Baudenkmal-Gruppen Emder Wallanlage / Ensemble Marienwehrster Zwinger I / Ensemble Marienwehrster Zwinger II) | 36360249  | BW             |
| Am Marienwehrster Zwinger 6 53° 22′ 19″ N, 7° 12′ 48″ O     | Wohnhaus                               | (Baudenkmal-Gruppen Emder Wallanlage / Ensemble Marienwehrster Zwinger I / Ensemble Marienwehrster Zwinger II) | 36360278  | BW             |
| Am Marienwehrster Zwinger 7 53° 22′ 18″ N, 7° 12′ 48″ O     | Wohnhaus                               | (Baudenkmal-Gruppen Ensemble Marienwehrster Zwinger I / Ensemble Marienwehrster Zwinger II)                    | 36360307  |                |
| Am Marienwehrster Zwinger 8 53° 22′ 18″ N, 7° 12′ 48″ O     | Wohnhaus                               | (Baudenkmal-Gruppen Ensemble Marienwehrster Zwinger I / Ensemble Marienwehrster Zwinger II)                    | 36360336  |                |
| Am Marienwehrster Zwinger 9 53° 22′ 18″ N, 7° 12′ 48″ O     | Wohnhaus                               | (Baudenkmal-Gruppen Ensemble Marienwehrster Zwinger I / Ensemble Marienwehrster Zwinger II)                    | 36360365  | BW             |
| Am Marienwehrster Zwinger 3 53° 22′ 17″ N, 7° 12′ 49″ O     | Wohn-/Wirtschaftsgebäude               | Ackerbürgerhaus (Baudenkmal-Gruppe Ensemble Marienwehrster Zwinger II)                                         | 36371655  | BW             |
| Bollwerkstraße 9 53° 22′ 8″ N, 7° 12′ 27″ O                 | Kirche                                 | Martin-Luther-Kirche Emden, ev.-luth.                                                                          | 36373826  | Weitere Bilder |
| Bollwerkstraße 31, 33/35 53° 22′ 9″ N, 7° 12′ 36″ O         | Villen                                 | Baudenkmal-Gruppe                                                                                              | 40780231  | BW             |
| Bollwerkstraße 31 53° 22′ 9″ N, 7° 12′ 35″ O                | Villa                                  | Villa Brons (Baudenkmal-Gruppe Villen, Bollwerkstraße 31, 33/35)                                               | 40778890  | BW             |
| Bollwerkstraße 33/35 53° 22′ 9″ N, 7° 12′ 37″ O             | Villa                                  | (Baudenkmal-Gruppe Villen, Bollwerkstraße 31, 33/35)                                                           | 39395090  | BW             |
| Bollwerkstraße 47 53° 22′ 10″ N, 7° 12′ 43″ O               | Clubgebäude                            | „Club zum guten Endzweck“                                                                                      | 39395112  |                |
| 53° 22′ 12″ N, 7° 12′ 45″ O                                 | Neuer jüdischer Friedhof               | Baudenkmal-Gruppe                                                                                              | 36356094  | Weitere Bilder |
| Bollwerkstraße 31 53° 22′ 12″ N, 7° 12′ 45″ O               | Neuer Jüdischer Friedhof               | Friedhof (Baudenkmal-Gruppe Neuer jüdischer Friedhof)                                                          | 36361989  | Weitere Bilder |
| Max-Windmüller-Straße 26 53° 22′ 7″ N, 7° 12′ 43″ O         | Kirche                                 | St.-Michael-Kirche Emden, kath.                                                                                | 36373434  | BW             |
| Hof von Holland 14 53° 22′ 7″ N, 7° 12′ 43″ O               | Kirche                                 | St. Michael, kath.                                                                                             | 39394380  | Weitere Bilder |
| Osterstraße 38 53° 22′ 4″ N, 7° 12′ 38″ O                   | Telegrafenamt                          | | 36374797  |                |
| Stephanstraße 53° 22′ 4″ N, 7° 12′ 34″ O                    | Denkmal                                | | 36375102  | BW             |
| Osterstraße 72 53° 22′ 5″ N, 7° 12′ 47″ O                   | Wohnhaus                               | | 36374826  | BW             |
| Osterstraße 74 53° 22′ 5″ N, 7° 12′ 48″ O                   | Wohnhaus                               | | 36374851  | BW             |
| Brückstraße 62 53° 22′ 2″ N, 7° 12′ 44″ O                   | Lagergebäude                           | Friesenbühne                                                                                                   | 36373876  |                |
| Brückstraße 84 53° 22′ 2″ N, 7° 12′ 49″ O                   | Kirche                                 | Baptistenkirche                                                                                                | 36375524  | BW             |
| Friedrich-Ebert-Straße 1 53° 22′ 2″ N, 7° 12′ 52″ O         | Herrenhaus                             | Gödenser Haus                                                                                                  | 36374004  |                |
| Brückstraße 92 53° 22′ 2″ N, 7° 12′ 54″ O                   | Nebengebäude                           | Kulturhaus Faldern                                                                                             | 36375645  |                |
| 53° 22′ 4″ N, 7° 12′ 51″ O                                  | „Neue Kirche“                          | Baudenkmal-Gruppe                                                                                              | 36356058  | BW             |
| Brückstraße 103 53° 22′ 3″ N, 7° 12′ 51″ O                  | Kirche                                 | Neue Kirche Emden (Baudenkmal-Gruppe „Neue Kirche“)                                                            | 36362018  | Weitere Bilder |
| Brückstraße 53° 22′ 4″ N, 7° 12′ 51″ O                      | Friedhof                               | (Baudenkmal-Gruppe „Neue Kirche“)                                                                              | 36362043  | BW             |
| Brückstraße 53° 22′ 5″ N, 7° 12′ 51″ O                      | Einfriedung                            | (Baudenkmal-Gruppe „Neue Kirche“)                                                                              | 36363718  | BW             |
| Große Straße 89–91 53° 22′ 1″ N, 7° 11′ 51″ O               | Verwaltungsgebäude                     | Kreis- und Stadtsparkasse Norden                                                                               | 36374502  |                |
| Ubbo-Emmius-Straße 2 a 53° 22′ 0″ N, 7° 11′ 52″ O           | Verwaltungsgebäude                     | Kreis- und Stadtsparkasse Norden                                                                               | 36375382  |                |
| Ringstraße 7 53° 21′ 55″ N, 7° 11′ 58″ O                    | Verwaltungsgebäude                     | ehem. Hauptzollamt                                                                                             | 38265192  | BW             |
| Ringstraße 38 - 33 B 53° 21′ 56″ N, 7° 12′ 0″ O             | Wohnhausgruppe Ringstraße II           | Baudenkmal-Gruppe                                                                                              | 36356234  | BW             |
| Ringstraße 33 53° 21′ 57″ N, 7° 12′ 0″ O                    | Reihenhaus                             | (Baudenkmal-Gruppe Wohnhausgruppe Ringstraße II)                                                               | 36371297  | BW             |
| Ringstraße 33 B 53° 21′ 57″ N, 7° 11′ 59″ O                 | Kapelle                                | ev.-luth. Gemeindesaal (Baudenkmal-Gruppe Wohnhausgruppe Ringstraße II)                                        | 39394354  | BW             |
| Ringstraße 38 b 53° 21′ 54″ N, 7° 12′ 4″ O                  | Schule                                 | „Augusta Victoria“                                                                                             | 36374980  | BW             |
| 53° 21′ 51″ N, 7° 12′ 2″ O                                  | Ensemble Amtsgericht                   | Baudenkmal-Gruppe                                                                                              | 36355762  | BW             |
| Ringstraße 6 53° 21′ 52″ N, 7° 12′ 2″ O                     | Amtsgericht                            | (Baudenkmal-Gruppe Ensemble Amtsgericht)                                                                       | 36360084  | BW             |
| Ringstraße 6 53° 21′ 51″ N, 7° 12′ 1″ O                     | Gefängnis (Baukomplex)                 | (Baudenkmal-Gruppe Ensemble Amtsgericht)                                                                       | 36360109  | BW             |
| Ringstraße 5 53° 21′ 51″ N, 7° 12′ 6″ O                     | Verwaltungsgebäude                     | Finanzamt | 36374954  | BW             |
| 53° 21′ 51″ N, 7° 12′ 9″ O                                  | Wohnhausgruppe Ringstraße I            | Baudenkmal-Gruppe                                                                                              | 36355922  | BW             |
| Mittelwallstraße 3 53° 21′ 52″ N, 7° 12′ 9″ O               | Wohnhaus                               | (Baudenkmal-Gruppe Wohnhausgruppe Ringstraße I)                                                                | 36361063  | BW             |
| Mittelwallstraße 2 53° 21′ 51″ N, 7° 12′ 9″ O               | Wohnhaus                               | (Baudenkmal-Gruppe Wohnhausgruppe Ringstraße I)                                                                | 36361038  | BW             |
| Mittelwallstraße 1 53° 21′ 51″ N, 7° 12′ 9″ O               | Wohnhaus                               | (Baudenkmal-Gruppe Wohnhausgruppe Ringstraße I)                                                                | 39394331  | BW             |
| Ringstraße 39 53° 21′ 51″ N, 7° 12′ 9″ O                    | Wohnhaus                               | (Baudenkmal-Gruppe Wohnhausgruppe Ringstraße I)                                                                | 36361277  | BW             |
| Ringstraße 40 53° 21′ 51″ N, 7° 12′ 10″ O                   | Wohnhaus                               | (Baudenkmal-Gruppe Wohnhausgruppe Ringstraße I)                                                                | 36361302  | BW             |
| Ringstraße 41 53° 21′ 51″ N, 7° 12′ 10″ O                   | Wohnhaus                               | (Baudenkmal-Gruppe Wohnhausgruppe Ringstraße I)                                                                | 36361327  | BW             |
| Ringstraße 43 53° 21′ 50″ N, 7° 12′ 13″ O                   | Wohn-/Geschäftshaus                    | | 36375007  | BW             |
| 53° 21′ 51″ N, 7° 12′ 12″ O                                 | Ensemble Ems-/Neptunstraße             | Baudenkmal-Gruppe                                                                                              | 36355939  | BW             |
| Ringstraße 42 53° 21′ 51″ N, 7° 12′ 11″ O                   | Wohnhaus                               | (Baudenkmal-Gruppe Ensemble Ems-/Neptunstraße)                                                                 | 36361352  | BW             |
| Emsstraße 27 53° 21′ 50″ N, 7° 12′ 12″ O                    | Wohnhaus                               | (Baudenkmal-Gruppe Ensemble Ems-/Neptunstraße)                                                                 | 36360743  | BW             |
| Neptunstraße 3/4 53° 21′ 51″ N, 7° 12′ 14″ O                | Wohnhaus                               | Doppelhaus (Baudenkmal-Gruppe Ensemble Ems-/Neptunstraße)                                                      | 36361120  | BW             |
| Neptunstraße 5/6 53° 21′ 51″ N, 7° 12′ 13″ O                | Wohnhaus                               | Doppelhaus (Baudenkmal-Gruppe Ensemble Ems-/Neptunstraße)                                                      | 36361147  | BW             |
| Neptunstraße 7/8 53° 21′ 51″ N, 7° 12′ 12″ O                | Wohnhaus                               | Doppelhaus (Baudenkmal-Gruppe Ensemble Ems-/Neptunstraße)                                                      | 36361174  | BW             |
| Emsstraße 24 53° 21′ 51″ N, 7° 12′ 12″ O                    | Wohnhaus                               | | 36373981  | BW             |
| 53° 21′ 48″ N, 7° 12′ 15″ O                                 | Ensemble Schweckendieckplatz           | Baudenkmal-Gruppe                                                                                              | 36355886  | BW             |
| Schweckendieckplatz 53° 21′ 48″ N, 7° 12′ 14″ O             | Denkmal                                | Carl Schweckendieck (Baudenkmal-Gruppe Ensemble Schweckendieckplatz)                                           | 36361377  |                |
| Schweckendieckplatz 1 53° 21′ 49″ N, 7° 12′ 17″ O           | Verwaltungsgebäude                     | (Baudenkmal-Gruppe Ensemble Schweckendieckplatz)                                                               | 36361401  |                |
| Schweckendieckplatz 2 53° 21′ 48″ N, 7° 12′ 16″ O           | Verwaltungsgebäude                     | Arbeitsgericht (Baudenkmal-Gruppe Ensemble Schweckendieckplatz)                                                | 36361429  |                |
| Schweckendieckplatz 3 53° 21′ 47″ N, 7° 12′ 16″ O           | Verwaltungsgebäude                     | 'Hansa Haus' (Baudenkmal-Gruppe Ensemble Schweckendieckplatz)                                                  | 36361455  |                |
| Nesserlander Straße 1 53° 21′ 46″ N, 7° 12′ 15″ O           | Verwaltungsgebäude                     | Handelshof (Baudenkmal-Gruppe Ensemble Schweckendieckplatz)                                                    | 36361200  | BW             |
| Schweckendieckplatz 5 53° 21′ 47″ N, 7° 12′ 14″ O           | Wohn-/Geschäftshaus                    | (Baudenkmal-Gruppe Ensemble Schweckendieckplatz)                                                               | 36361504  | BW             |
| Schweckendieckstraße 1 53° 21′ 47″ N, 7° 12′ 13″ O          | Wohn-/Geschäftshaus                    | (Baudenkmal-Gruppe Ensemble Schweckendieckplatz)                                                               | 36361817  | BW             |
| Schweckendieckplatz 6 53° 21′ 48″ N, 7° 12′ 13″ O           | Verwaltungsgebäude                     | Haus der Schifffahrt (Baudenkmal-Gruppe Ensemble Schweckendieckplatz)                                          | 36361530  |                |
| 53° 21′ 56″ N, 7° 12′ 7″ O                                  | „Große Kirche“                         | Baudenkmal-Gruppe                                                                                              | 36355904  | Weitere Bilder |
| Kirchstraße 20 53° 21′ 56″ N, 7° 12′ 7″ O                   | Kirche                                 | Schweizer Kirche (Baudenkmal-Gruppe „Große Kirche“)                                                            | 36360823  |                |
| Kirchstraße 20 53° 21′ 56″ N, 7° 12′ 5″ O                   | Friedhof                               | Große Kirche (Baudenkmal-Gruppe „Große Kirche“)                                                                | 36360877  | BW             |
| Kirchstraße 22 53° 21′ 56″ N, 7° 12′ 8″ O                   | Kirche                                 | Große Kirche (seit 1995: Johannes a Lasco Bibliothek) (Baudenkmal-Gruppe „Große Kirche“)                       | 36360848  |                |
| Kirchstraße 22 53° 21′ 55″ N, 7° 12′ 9″ O                   | Grabanlage                             | Moderkerk-Grabmal (Baudenkmal-Gruppe „Große Kirche“)                                                           | 36360795  |                |
| 53° 21′ 53″ N, 7° 12′ 16″ O                                 | Wohnhausgruppe Pelzerstraße            | Baudenkmal-Gruppe                                                                                              | 36356299  |                |
| Pelzerstraße 11 53° 21′ 53″ N, 7° 12′ 16″ O                 | Wohnhaus                               | (Baudenkmal-Gruppe Wohnhausgruppe Pelzerstraße)                                                                | 36371815  | BW             |
| Pelzerstraße 12 53° 21′ 53″ N, 7° 12′ 16″ O                 | Wohnhaus                               | Pelzer-Haus (Baudenkmal-Gruppe Wohnhausgruppe Pelzerstraße)                                                    | 36371847  | BW             |
| Emsmauerstraße 16 53° 21′ 54″ N, 7° 12′ 15″ O               | Wohnhaus                               | | 36373955  | BW             |
| 53° 21′ 54″ N, 7° 12′ 13″ O                                 | Pelzerstraße 21                        | Baudenkmal-Gruppe                                                                                              | 36356506  | BW             |
| Emsmauerstraße 53° 21′ 54″ N, 7° 12′ 13″ O                  | Treppenanlage                          | Emstreppe (Baudenkmal-Gruppe Pelzerstraße 21)                                                                  | 36372553  | BW             |
| Emsmauerstraße 20 53° 21′ 54″ N, 7° 12′ 13″ O               | Wohnhaus                               | (Baudenkmal-Gruppe Wohnhausgruppe Pelzerstraße 21)                                                             | 36372359  | BW             |
| Emsmauerstraße 22 53° 21′ 54″ N, 7° 12′ 13″ O               | Wohnhaus                               | (Baudenkmal-Gruppe Wohnhausgruppe Pelzerstraße 21)                                                             | 36372835  | BW             |
| Pelzerstraße 21 53° 21′ 54″ N, 7° 12′ 13″ O                 | Wohnhaus                               | (Baudenkmal-Gruppe Wohnhausgruppe Pelzerstraße 21)                                                             | 36372473  | BW             |
| Pelzerstraße 23 53° 21′ 54″ N, 7° 12′ 13″ O                 | Wohnhaus                               | (Baudenkmal-Gruppe Wohnhausgruppe Pelzerstraße 21)                                                             | 36372499  | BW             |
| Pelzerstraße 25 53° 21′ 54″ N, 7° 12′ 13″ O                 | Wohnhaus                               | (Baudenkmal-Gruppe Wohnhausgruppe Pelzerstraße 21)                                                             | 36372527  | BW             |
| Am Burggraben 8 53° 22′ 1″ N, 7° 12′ 7″ O                   | Wohnhaus                               | | 39394441  | BW             |
| Lilienstraße 17 53° 22′ 2″ N, 7° 12′ 12″ O                  | Wohnhaus                               | | 36374677  | BW             |
| Holzsägerstraße 6 53° 21′ 58″ N, 7° 12′ 14″ O               | Bunker                                 | Bunkermuseum Emden                                                                                             | 38259401  | Weitere Bilder |
| Mühlenstraße 37 53° 21′ 56″ N, 7° 12′ 45″ O                 | Wohnhaus                               | | 36374704  | BW             |
| Mühlenstraße 45 53° 21′ 56″ N, 7° 12′ 46″ O                 | Wohnhaus                               | | 36374728  | BW             |
| Mühlenstraße 59 53° 21′ 56″ N, 7° 12′ 50″ O                 | Wohnhaus                               | | 36374752  | BW             |
| Am Rosentief 53° 21′ 56″ N, 7° 12′ 43″ O                    | Pflasterstraße                         | | 36373730  | BW             |
| Kranstraße 4 53° 21′ 54″ N, 7° 12′ 37″ O                    | Wohn-/Geschäftshaus                    | | 36374551  | BW             |
| Kranstraße 10 53° 21′ 54″ N, 7° 12′ 38″ O                   | Wohnhaus                               | | 36374574  | BW             |
| Kranstraße 12 53° 21′ 54″ N, 7° 12′ 39″ O                   | Wohnhaus                               | | 36374599  | BW             |
| Kranstraße 20 53° 21′ 54″ N, 7° 12′ 40″ O                   | Wohnhaus                               | | 36374625  | BW             |
| Kranstraße 26 53° 21′ 54″ N, 7° 12′ 41″ O                   | Wohnhaus                               | | 46568196  | BW             |
| 53° 21′ 54″ N, 7° 12′ 44″ O                                 | Wohnhaus-Ensemble Kranstraße I         | Baudenkmal-Gruppe                                                                                              | 36355780  | BW             |
| Kranstraße 32 53° 21′ 54″ N, 7° 12′ 43″ O                   | Wohnhaus                               | (Baudenkmal-Gruppe Wohnhaus-Ensemble Kranstraße I)                                                             | 36360901  | BW             |
| Kranstraße 34 53° 21′ 54″ N, 7° 12′ 43″ O                   | Wohnhaus                               | (Baudenkmal-Gruppe Wohnhaus-Ensemble Kranstraße I)                                                             | 36360928  | BW             |
| Kranstraße 36 53° 21′ 54″ N, 7° 12′ 44″ O                   | Wohnhaus                               | (Baudenkmal-Gruppe Wohnhaus-Ensemble Kranstraße I)                                                             | 36360955  | BW             |
| Kranstraße 38 53° 21′ 54″ N, 7° 12′ 44″ O                   | Wohnhaus                               | (Baudenkmal-Gruppe Wohnhaus-Ensemble Kranstraße I)                                                             | 36360983  | BW             |
| Kranstraße 40 53° 21′ 53″ N, 7° 12′ 44″ O                   | Wohnhaus                               | (Baudenkmal-Gruppe Wohnhaus-Ensemble Kranstraße I)                                                             | 36361011  | BW             |
| 53° 21′ 54″ N, 7° 12′ 44″ O                                 | Wohnhaus-Ensemble Kranstraße V         | Baudenkmal-Gruppe                                                                                              | 36356491  | BW             |
| Kranstraße 41 53° 21′ 54″ N, 7° 12′ 43″ O                   | Wohn-/Geschäftshaus                    | (Baudenkmal-Gruppe Wohnhaus-Ensemble Kranstraße V)                                                             | 36372335  | BW             |
| Kranstraße 43 53° 21′ 54″ N, 7° 12′ 44″ O                   | Wohnhaus                               | ehem. Packhaus (Baudenkmal-Gruppe Wohnhaus-Ensemble Kranstraße V)                                              | 36372269  | BW             |
| 53° 21′ 53″ N, 7° 12′ 47″ O                                 | Wohnhaus-Ensemble Kranstraße III       | Baudenkmal-Gruppe                                                                                              | 36356173  | BW             |
| Kranstraße 54 53° 21′ 53″ N, 7° 12′ 47″ O                   | Wohnhaus                               | Doppelhaus (Baudenkmal-Gruppe Wohnhaus-Ensemble Kranstraße III)                                                | 36371134  | BW             |
| Kranstraße 56 53° 21′ 53″ N, 7° 12′ 47″ O                   | Wohnhaus                               | Doppelhaus (Baudenkmal-Gruppe Wohnhaus-Ensemble Kranstraße III)                                                | 36371164  | BW             |
| Kranstraße 58 53° 21′ 53″ N, 7° 12′ 48″ O                   | Wohnhaus                               | (Baudenkmal-Gruppe Wohnhaus-Ensemble Kranstraße III)                                                           | 36370728  | BW             |
| 53° 21′ 54″ N, 7° 12′ 46″ O                                 | Wohnhaus-Ensemble Kranstraße IV        | Baudenkmal-Gruppe                                                                                              | 36356415  | BW             |
| Kranstraße 55 53° 21′ 54″ N, 7° 12′ 46″ O                   | Wohnhaus                               | (Baudenkmal-Gruppe Wohnhaus-Ensemble Kranstraße IV)                                                            | 36371783  | BW             |
| 53° 21′ 54″ N, 7° 12′ 47″ O                                 | Wohnhaus-Ensemble Kranstraße II        | Baudenkmal-Gruppe                                                                                              | 36356188  | BW             |
| Kranstraße 59 53° 21′ 54″ N, 7° 12′ 47″ O                   | Wohnhaus                               | (Baudenkmal-Gruppe Wohnhaus-Ensemble Kranstraße II)                                                            | 36371194  | BW             |
| Kranstraße 61 53° 21′ 54″ N, 7° 12′ 47″ O                   | Wohnhaus                               | (Baudenkmal-Gruppe Wohnhaus-Ensemble Kranstraße II)                                                            | 36371218  | BW             |
| Friedrich-Ebert-Straße 5 53° 22′ 0″ N, 7° 12′ 52″ O         | Wohn-/Geschäftshaus                    | Haus am Roten Siel, „Haus Fisser“                                                                              | 36374033  | Weitere Bilder |
| Friedrich-Ebert-Straße 6 53° 22′ 0″ N, 7° 12′ 51″ O         | Wohn-/Geschäftshaus                    | | 36374060  |                |
| Brandenburger Straße 15 53° 22′ 0″ N, 7° 12′ 50″ O          | Wohnhaus                               | | 36373851  | BW             |
| Friedrich-Ebert-Straße 8 53° 21′ 59″ N, 7° 12′ 51″ O        | Wohn-/Geschäftshaus                    | | 36374085  | BW             |
| Friedrich-Ebert-Straße 13 53° 21′ 59″ N, 7° 12′ 52″ O       | Wohnhaus                               | | 36374137  | BW             |
| Friedrich-Ebert-Straße 33 53° 21′ 56″ N, 7° 12′ 52″ O       | Hotel                                  | Hotel Germania/Alt Emder Bürgerhaus                                                                            | 36374161  | BW             |
| Friedrich-Ebert-Straße 40 53° 21′ 56″ N, 7° 12′ 51″ O       | Wohn-/Geschäftshaus                    | | 36374189  | BW             |
| Friedrich-Ebert-Straße 47 53° 21′ 54″ N, 7° 12′ 52″ O       | Wohnhaus                               | | 36374214  | BW             |
| Friedrich-Ebert-Straße 56 53° 21′ 53″ N, 7° 12′ 50″ O       | Wohn-/Geschäftshaus                    | | 36374238  | BW             |
| Friedrich-Ebert-Straße 59 53° 21′ 53″ N, 7° 12′ 52″ O       | Wohnhaus                               | Doppelhaus | 36374263  | BW             |
| Friedrich-Ebert-Straße 65 53° 21′ 52″ N, 7° 12′ 52″ O       | Wohn-/Geschäftshaus                    | | 36374289  | BW             |
| 53° 22′ 0″ N, 7° 12′ 55″ O                                  | Ensemble Sleedriever Straße I          | Baudenkmal-Gruppe                                                                                              | 36356142  | BW             |
| Sleedrieverstraße 2 53° 22′ 0″ N, 7° 12′ 55″ O              | Wohnhaus                               | ehem. Werkstattgebäude (Baudenkmal-Gruppe Ensemble Sleedriever Straße I)                                       | 36371321  | BW             |
| Sleedrieverstraße 4 53° 22′ 0″ N, 7° 12′ 55″ O              | Wohnhaus                               | (Baudenkmal-Gruppe Ensemble Sleedriever Straße I)                                                              | 36371348  | BW             |
| 53° 21′ 56″ N, 7° 12′ 55″ O                                 | Ensemble Sleedriever Straße II         | Baudenkmal-Gruppe                                                                                              | 36356249  | BW             |
| Sleedrieverstraße 17 53° 21′ 57″ N, 7° 12′ 55″ O            | Wohnhaus                               | (Baudenkmal-Gruppe Ensemble Sleedriever Straße II)                                                             | 36371374  | BW             |
| Sleedrieverstraße 19 53° 21′ 57″ N, 7° 12′ 55″ O            | Wohnhaus                               | (Baudenkmal-Gruppe Ensemble Sleedriever Straße II)                                                             | 36371403  | BW             |
| Sleedrieverstraße 21 53° 21′ 56″ N, 7° 12′ 55″ O            | Wohnhaus                               | (Baudenkmal-Gruppe Ensemble Sleedriever Straße II)                                                             | 36371432  | BW             |
| Sleedrieverstraße 23 53° 21′ 56″ N, 7° 12′ 55″ O            | Wohnhaus                               | (Baudenkmal-Gruppe Ensemble Sleedriever Straße II)                                                             | 36371461  | BW             |
| Am Herrentorswall 4 53° 21′ 59″ N, 7° 12′ 57″ O             | Wohnhaus                               | ehem. „Fabrikantenvilla Bruns“                                                                                 | 36373703  | BW             |
| Lienbahnstraße 38 53° 21′ 52″ N, 7° 12′ 42″ O               | Wohnhaus                               | | 36374654  | BW             |
| 53° 21′ 51″ N, 7° 12′ 32″ O                                 | Wasser- und Schiffahrtsamt             | Baudenkmal-Gruppe                                                                                              | 36355956  | BW             |
| Friedrich-Naumann-Straße 7 53° 21′ 51″ N, 7° 12′ 32″ O      | Verwaltungsgebäude                     | Wasser- und Schiffahrtsamt (Baudenkmal-Gruppe Wasser- und Schiffahrtsamt)                                      | 36362075  | BW             |
| Friedrich-Naumann-Straße 9 53° 21′ 50″ N, 7° 12′ 32″ O      | Verwaltungsgebäude                     | Wasser- und Schiffahrtsamt (Baudenkmal-Gruppe Wasser- und Schiffahrtsamt)                                      | 36362101  | BW             |
| 53° 21′ 50″ N, 7° 12′ 53″ O                                 | Wohnhausgruppe Am Herrentor            | Baudenkmal-Gruppe                                                                                              | 36356158  | BW             |
| Am Herrentor 2 53° 21′ 50″ N, 7° 12′ 53″ O                  | Wohnhaus                               | (Baudenkmal-Gruppe Wohnhausgruppe Am Herrentor)                                                                | 36370751  | BW             |
| Am Herrentor 4 53° 21′ 50″ N, 7° 12′ 54″ O                  | Wohnhaus                               | (Baudenkmal-Gruppe Wohnhausgruppe Am Herrentor)                                                                | 36370775  | BW             |
| Friedrich-Ebert-Straße 67 53° 21′ 50″ N, 7° 12′ 51″ O       | Hotel                                  | Heerens Hotel                                                                                                  | 36374314  |                |
| 53° 21′ 48″ N, 7° 12′ 45″ O                                 | Villen-Ensemble                        | Baudenkmal-Gruppe                                                                                              | 36356127  | BW             |
| Friedrich-Ebert-Straße 72 53° 21′ 50″ N, 7° 12′ 47″ O       | Villa                                  | (Baudenkmal-Gruppe Villen-Ensemble)                                                                            | 36370799  | BW             |
| Friedrich-Ebert-Straße 74 53° 21′ 49″ N, 7° 12′ 47″ O       | Villa                                  | (Baudenkmal-Gruppe Villen-Ensemble)                                                                            | 36370830  | BW             |
| Friedrich-Ebert-Straße 76 53° 21′ 49″ N, 7° 12′ 46″ O       | Villa                                  | (Baudenkmal-Gruppe Villen-Ensemble)                                                                            | 36370855  | BW             |
| Friedrich-Ebert-Straße 78 53° 21′ 49″ N, 7° 12′ 46″ O       | Villa                                  | (Baudenkmal-Gruppe Villen-Ensemble)                                                                            | 36370887  | BW             |
| Friedrich-Ebert-Straße 80 53° 21′ 48″ N, 7° 12′ 45″ O       | Villa                                  | (Baudenkmal-Gruppe Villen-Ensemble)                                                                            | 36370915  | BW             |
| Friedrich-Ebert-Straße 82 53° 21′ 48″ N, 7° 12′ 45″ O       | Villa                                  | (Baudenkmal-Gruppe Villen-Ensemble)                                                                            | 36370978  | BW             |
| Friedrich-Ebert-Straße 84 53° 21′ 47″ N, 7° 12′ 44″ O       | Villa                                  | (Baudenkmal-Gruppe Villen-Ensemble)                                                                            | 36371034  | BW             |
| Friedrich-Ebert-Straße 86 53° 21′ 47″ N, 7° 12′ 43″ O       | Villa                                  | (Baudenkmal-Gruppe Villen-Ensemble)                                                                            | 36371096  | BW             |
| Friedrich-Ebert-Straße 81 53° 21′ 46″ N, 7° 12′ 46″ O       | Villa                                  | (Baudenkmal-Gruppe Villen-Ensemble)                                                                            | 36370946  | BW             |
| Friedrich-Ebert-Straße 83 53° 21′ 45″ N, 7° 12′ 46″ O       | Villa                                  | (Baudenkmal-Gruppe Villen-Ensemble)                                                                            | 36371003  | BW             |
| Friedrich-Ebert-Straße 85 53° 21′ 44″ N, 7° 12′ 45″ O       | Villa                                  | (Baudenkmal-Gruppe Villen-Ensemble)                                                                            | 36371065  | BW             |
| Friedrich-Ebert-Straße 91 53° 21′ 43″ N, 7° 12′ 42″ O       | Bunker                                 | | 36374341  | BW             |
| Friedrich-Naumann-Straße 12 53° 21′ 45″ N, 7° 12′ 38″ O     | Zollamt                                | | 36374365  | BW             |
| Hermann-Neemann-Straße 60 53° 21′ 38″ N, 7° 12′ 46″ O       | Lagergebäude                           | Zollspeicher, ehem.                                                                                            | 36373456  |                |
| 53° 21′ 41″ N, 7° 12′ 59″ O                                 | Wohnhaus-Ensemble Petkumer Straße      | Baudenkmal-Gruppe                                                                                              | 36356506  | BW             |
| Petkumer Straße 23 53° 21′ 46″ N, 7° 12′ 53″ O              | Wohnhaus                               | (Baudenkmal-Gruppe Wohnhaus-Ensemble Petkumer Straße)                                                          | 36362125  | BW             |
| Petkumer Straße 24, 25 53° 21′ 45″ N, 7° 12′ 53″ O          | Wohnhaus                               | (Baudenkmal-Gruppe Wohnhaus-Ensemble Petkumer Straße)                                                          | 36362150  | BW             |
| Petkumer Straße 26, 27 53° 21′ 45″ N, 7° 12′ 54″ O          | Wohnhaus                               | (Baudenkmal-Gruppe Wohnhaus-Ensemble Petkumer Straße)                                                          | 36362200  | BW             |
| Petkumer Straße 28, 29 53° 21′ 45″ N, 7° 12′ 54″ O          | Wohnhaus                               | (Baudenkmal-Gruppe Wohnhaus-Ensemble Petkumer Straße)                                                          | 36362250  | BW             |
| Petkumer Straße 30, 31 53° 21′ 44″ N, 7° 12′ 55″ O          | Wohnhaus                               | (Baudenkmal-Gruppe Wohnhaus-Ensemble Petkumer Straße)                                                          | 36362300  | BW             |
| Petkumer Straße 32, 33 53° 21′ 44″ N, 7° 12′ 55″ O          | Wohnhaus                               | (Baudenkmal-Gruppe Wohnhaus-Ensemble Petkumer Straße)                                                          | 36362350  | BW             |
| Petkumer Straße 34 53° 21′ 44″ N, 7° 12′ 55″ O              | Wohnhaus                               | (Baudenkmal-Gruppe Wohnhaus-Ensemble Petkumer Straße)                                                          | 36362400  | BW             |
| Petkumer Straße 35, 36 53° 21′ 44″ N, 7° 12′ 56″ O          | Wohnhaus                               | (Baudenkmal-Gruppe Wohnhaus-Ensemble Petkumer Straße)                                                          | 36362425  | BW             |
| Petkumer Straße 37 53° 21′ 44″ N, 7° 12′ 56″ O              | Wohnhaus                               | (Baudenkmal-Gruppe Wohnhaus-Ensemble Petkumer Straße)                                                          | 36362475  | BW             |
| Petkumer Straße 38, 39 53° 21′ 43″ N, 7° 12′ 56″ O          | Wohnhaus                               | (Baudenkmal-Gruppe Wohnhaus-Ensemble Petkumer Straße)                                                          | 36362500  | BW             |
| Petkumer Straße 40 53° 21′ 43″ N, 7° 12′ 56″ O              | Wohnhaus                               | (Baudenkmal-Gruppe Wohnhaus-Ensemble Petkumer Straße)                                                          | 36362550  | BW             |
| Petkumer Straße 41, 42 53° 21′ 43″ N, 7° 12′ 57″ O          | Wohnhaus                               | (Baudenkmal-Gruppe Wohnhaus-Ensemble Petkumer Straße)                                                          | 36362580  | BW             |
| Petkumer Straße 43 53° 21′ 43″ N, 7° 12′ 57″ O              | Wohnhaus                               | (Baudenkmal-Gruppe Wohnhaus-Ensemble Petkumer Straße)                                                          | 36362633  | BW             |
| Petkumer Straße 44, 45 53° 21′ 42″ N, 7° 12′ 57″ O          | Wohnhaus                               | (Baudenkmal-Gruppe Wohnhaus-Ensemble Petkumer Straße)                                                          | 36362658  | BW             |
| Petkumer Straße 46 53° 21′ 42″ N, 7° 12′ 58″ O              | Wohnhaus                               | (Baudenkmal-Gruppe Wohnhaus-Ensemble Petkumer Straße)                                                          | 36362708  | BW             |
| Petkumer Straße 47, 48 53° 21′ 42″ N, 7° 12′ 58″ O          | Wohnhaus                               | (Baudenkmal-Gruppe Wohnhaus-Ensemble Petkumer Straße)                                                          | 36362733  | BW             |
| Petkumer Straße 49 53° 21′ 42″ N, 7° 12′ 58″ O              | Wohnhaus                               | (Baudenkmal-Gruppe Wohnhaus-Ensemble Petkumer Straße)                                                          | 36362783  | BW             |
| Petkumer Straße 50, 51 53° 21′ 42″ N, 7° 12′ 59″ O          | Wohnhaus                               | (Baudenkmal-Gruppe Wohnhaus-Ensemble Petkumer Straße)                                                          | 36362808  | BW             |
| Petkumer Straße 52, 53 53° 21′ 41″ N, 7° 12′ 59″ O          | Wohnhaus                               | (Baudenkmal-Gruppe Wohnhaus-Ensemble Petkumer Straße)                                                          | 36362858  | BW             |
| Petkumer Straße 54, 55 53° 21′ 41″ N, 7° 12′ 59″ O          | Wohnhaus                               | (Baudenkmal-Gruppe Wohnhaus-Ensemble Petkumer Straße)                                                          | 36362909  | BW             |
| Petkumer Straße 56, 57 53° 21′ 41″ N, 7° 13′ 0″ O           | Wohnhaus                               | (Baudenkmal-Gruppe Wohnhaus-Ensemble Petkumer Straße)                                                          | 36362959  | BW             |
| Petkumer Straße 58, 59 53° 21′ 40″ N, 7° 13′ 0″ O           | Wohnhaus                               | (Baudenkmal-Gruppe Wohnhaus-Ensemble Petkumer Straße)                                                          | 36363009  | BW             |
| Petkumer Straße 60, 61 53° 21′ 40″ N, 7° 13′ 1″ O           | Wohnhaus                               | (Baudenkmal-Gruppe Wohnhaus-Ensemble Petkumer Straße)                                                          | 36363059  | BW             |
| Petkumer Straße 62, 63 53° 21′ 40″ N, 7° 13′ 1″ O           | Wohnhaus                               | (Baudenkmal-Gruppe Wohnhaus-Ensemble Petkumer Straße)                                                          | 36363109  | BW             |
| Petkumer Straße 64, 65 53° 21′ 39″ N, 7° 13′ 2″ O           | Wohnhaus                               | (Baudenkmal-Gruppe Wohnhaus-Ensemble Petkumer Straße)                                                          | 36363159  | BW             |
| Petkumer Straße 66, 67 53° 21′ 39″ N, 7° 13′ 2″ O           | Wohnhaus                               | (Baudenkmal-Gruppe Wohnhaus-Ensemble Petkumer Straße)                                                          | 36363209  | BW             |
| Petkumer Straße 68, 69 53° 21′ 39″ N, 7° 13′ 3″ O           | Wohnhaus                               | (Baudenkmal-Gruppe Wohnhaus-Ensemble Petkumer Straße)                                                          | 36363259  | BW             |
| Petkumer Straße 74, 75 53° 21′ 38″ N, 7° 13′ 4″ O           | Wohnhaus                               | (Baudenkmal-Gruppe Wohnhaus-Ensemble Petkumer Straße)                                                          | 36363410  | BW             |
| Petkumer Straße 76, 77 53° 21′ 37″ N, 7° 13′ 5″ O           | Wohnhaus                               | (Baudenkmal-Gruppe Wohnhaus-Ensemble Petkumer Straße)                                                          | 36363462  | BW             |
| Petkumer Straße 78, 79 53° 21′ 37″ N, 7° 13′ 6″ O           | Wohnhaus                               | (Baudenkmal-Gruppe Wohnhaus-Ensemble Petkumer Straße)                                                          | 36363514  | BW             |
| Petkumer Straße 80 53° 21′ 36″ N, 7° 13′ 6″ O               | Wohnhaus                               | (Baudenkmal-Gruppe Wohnhaus-Ensemble Petkumer Straße)                                                          | 36363566  | BW             |

### Barenburg
| Lage                                                                                         | Bezeichnung                  | Beschreibung                                                       | ID       | Bild           |
| -------------------------------------------------------------------------------------------- | ---------------------------- | ------------------------------------------------------------------ | -------- | -------------- |
| Celosstraße 22/24 53° 22′ 33″ N, 7° 12′ 30″ O                                                | Wohnhaus                     | Doppelhaus                                                         | 36373901 | BW             |
| Gerhart-Hauptmann-Straße 8 53° 22′ 59″ N, 7° 12′ 32″ O                                       | Grundschule Nord             | Schule                                                             | 38265460 | BW             |
| Auricher Straße 90 53° 22′ 53″ N, 7° 12′ 27″ O                                               | Offizierskasino              | Karl-von-Müller-Kaserne                                            | 38510783 | BW             |
| Auricher Straße 96 53° 22′ 57″ N, 7° 12′ 30″ O                                               | Kasernengebäude              | Karl-von-Müller-Kaserne „Ostfriesland“                             | 38510804 | BW             |
| Geibelstraße 7 53° 22′ 52″ N, 7° 12′ 33″ O                                                   | Wache                        | Karl-von-Müller-Kaserne                                            | 38510729 | Weitere Bilder |
| Geibelstraße 23 53° 22′ 51″ N, 7° 12′ 44″ O                                                  | Feuerwache                   | Karl-von-Müller-Kaserne                                            | 38510676 | BW             |
| Geibelstraße 23 53° 22′ 51″ N, 7° 12′ 43″ O                                                  | Schlauchturm                 | Karl-von-Müller-Kaserne                                            | 38510690 | BW             |
| Käthe-Kollwitz-Straße 4 53° 22′ 55″ N, 7° 12′ 34″ O                                          | Stabsgebäude                 | Karl-von-Müller-Kaserne                                            | 38510638 | BW             |
| Schützenstraße 53° 22′ 52″ N, 7° 12′ 21″ O                                                   | Schützen-/Exercierbrücke     | Brücke                                                             | 36375077 | BW             |
| Auricher Straße 77/79 53° 22′ 44″ N, 7° 12′ 22″ O                                            | Wohnhaus                     | Doppelhaus                                                         | 39394961 | BW             |
| 53° 22′ 46″ N, 7° 12′ 29″ O                                                                  | Siedlung August-Bebel-Straße | Baudenkmal-Gruppe                                                  | 36356040 | BW             |
| August-Bebel-Straße 67, 69, 71, 73, 75 53° 22′ 44″ N, 7° 12′ 34″ O                           | Wohnhaus                     | (Baudenkmal-Gruppe Siedlung August-Bebel-Straße)                   | 36363911 | BW             |
| August-Bebel-Straße 77, 79, 81, 83, 85 53° 22′ 46″ N, 7° 12′ 34″ O                           | Wohnhaus                     | (Baudenkmal-Gruppe Siedlung August-Bebel-Straße)                   | 36364182 | BW             |
| August-Bebel-Straße 87, 89, 91, 93 53° 22′ 47″ N, 7° 12′ 34″ O                               | Wohnhaus                     | (Baudenkmal-Gruppe Siedlung August-Bebel-Straße)                   | 36364458 | BW             |
| August-Bebel-Straße 95, 97, 99, 101, 103, 105 53° 22′ 49″ N, 7° 12′ 34″ O                    | Wohnhaus                     | (Baudenkmal-Gruppe Siedlung August-Bebel-Straße)                   | 36364567 | BW             |
| August-Bebel-Straße 62, 64, 66, 68 53° 22′ 43″ N, 7° 12′ 36″ O                               | Wohnhaus                     | (Baudenkmal-Gruppe Siedlung August-Bebel-Straße)                   | 36363822 | BW             |
| August-Bebel-Straße 70, 72, 74, 76 53° 22′ 45″ N, 7° 12′ 36″ O                               | Wohnhaus                     | (Baudenkmal-Gruppe Siedlung August-Bebel-Straße)                   | 36363992 | BW             |
| August-Bebel-Straße 78, 80, 82, 84, 86 53° 22′ 46″ N, 7° 12′ 36″ O                           | Wohnhaus                     | (Baudenkmal-Gruppe Siedlung August-Bebel-Straße)                   | 36364209 | BW             |
| August-Bebel-Straße 98, 100, 102, 104 53° 22′ 49″ N, 7° 12′ 36″ O                            | Wohnhaus                     | (Baudenkmal-Gruppe Siedlung August-Bebel-Straße)                   | 36364621 | BW             |
| Auricher Straße 44, 46, 48, 50 53° 22′ 42″ N, 7° 12′ 24″ O                                   | Wohnhaus                     | (Baudenkmal-Gruppe Siedlung August-Bebel-Straße)                   | 36364864 | BW             |
| Auricher Straße 52, 54, 56, 58 53° 22′ 44″ N, 7° 12′ 24″ O                                   | Wohnhaus                     | (Baudenkmal-Gruppe Siedlung August-Bebel-Straße)                   | 36364968 | BW             |
| Auricher Straße 60, 62, 64, 66 53° 22′ 46″ N, 7° 12′ 24″ O                                   | Wohnhaus                     | (Baudenkmal-Gruppe Siedlung August-Bebel-Straße)                   | 36365073 | BW             |
| Auricher Straße 68, 70, 72, 74 53° 22′ 47″ N, 7° 12′ 25″ O                                   | Wohnhaus                     | (Baudenkmal-Gruppe Siedlung August-Bebel-Straße)                   | 36365177 | BW             |
| Ernst-Moritz-Arndt-Straße 1, 3, 5, 7, 9, 11, 13, 15, 17, 19 53° 22′ 44″ N, 7° 12′ 30″ O      | Wohnhaus                     | (Baudenkmal-Gruppe Siedlung August-Bebel-Straße)                   | 36365255 | BW             |
| Ernst-Moritz-Arndt-Straße 21, 23, 25, 27, 29, 31, 33, 35, 37, 39 53° 22′ 49″ N, 7° 12′ 31″ O | Wohnhaus                     | (Baudenkmal-Gruppe Siedlung August-Bebel-Straße)                   | 36365777 | BW             |
| Ernst-Moritz-Arndt-Straße 2, 4, 6, 8, 10, 12 53° 22′ 44″ N, 7° 12′ 32″ O                     | Wohnhaus                     | (Baudenkmal-Gruppe Siedlung August-Bebel-Straße)                   | 36365281 | BW             |
| Ernst-Moritz-Arndt-Straße 14, 16, 18, 20, 22, 24, 26, 28, 30, 32 53° 22′ 46″ N, 7° 12′ 32″ O | Wohnhaus                     | (Baudenkmal-Gruppe Siedlung August-Bebel-Straße)                   | 36365909 | BW             |
| Ernst-Moritz-Arndt-Straße 34, 36, 38, 40, 42, 44 53° 22′ 49″ N, 7° 12′ 32″ O                 | Wohnhaus                     | (Baudenkmal-Gruppe Siedlung August-Bebel-Straße)                   | 36366124 | BW             |
| Freiligrathstraße 1, 3, 5, 7, 9, 11, 13, 15, 17, 19 53° 22′ 44″ N, 7° 12′ 27″ O              | Wohnhaus                     | (Baudenkmal-Gruppe Siedlung August-Bebel-Straße)                   | 36366360 | BW             |
| Freiligrathstraße 21, 23, 25, 27 53° 22′ 45″ N, 7° 12′ 27″ O                                 | Wohnhaus                     | (Baudenkmal-Gruppe Siedlung August-Bebel-Straße)                   | 36366881 | BW             |
| Freiligrathstraße 29, 31, 33, 35, 37, 39 53° 22′ 47″ N, 7° 12′ 27″ O                         | Wohnhaus                     | (Baudenkmal-Gruppe Siedlung August-Bebel-Straße)                   | 36367038 | BW             |
| Freiligrathstraße 41, 43, 45, 47 53° 22′ 48″ N, 7° 12′ 27″ O                                 | Wohnhaus                     | (Baudenkmal-Gruppe Siedlung August-Bebel-Straße)                   | 36367359 | BW             |
| Freiligrathstraße 2, 4, 6, 8, 10, 12, 14, 16, 18, 20, 22 53° 22′ 44″ N, 7° 12′ 28″ O         | Wohnhaus                     | (Baudenkmal-Gruppe Siedlung August-Bebel-Straße)                   | 36366386 | BW             |
| Freiligrathstraße 24 53° 22′ 45″ N, 7° 12′ 28″ O                                             | Wohnhaus                     | (Baudenkmal-Gruppe Siedlung August-Bebel-Straße)                   | 36366960 | BW             |
| Freiligrathstraße 30, 32, 34, 36, 38, 40, 42 53° 22′ 49″ N, 7° 12′ 29″ O                     | Wohnhaus                     | (Baudenkmal-Gruppe Siedlung August-Bebel-Straße)                   | 36367071 | BW             |
| Treckfahrtsweg 53° 22′ 35″ N, 7° 13′ 31″ O                                                   | Gedenkstätte                 |                                                                    | 36371490 | BW             |
| 53° 22′ 33″ N, 7° 13′ 15″ O                                                                  | Alter jüdischer Friedhof     | Baudenkmal-Gruppe                                                  | 36356335 | BW             |
| Treckfahrtsweg 53° 22′ 33″ N, 7° 13′ 15″ O                                                   | Jüdischer Friedhof           | Friedhof (Baudenkmal-Gruppe Alter jüdischer Friedhof)              | 36371881 | BW             |
| 53° 22′ 39″ N, 7° 13′ 17″ O                                                                  | Mühlenensemble Zeldenrüst    | Baudenkmal-Gruppe                                                  | 36356475 | BW             |
| Treckfahrtsweg 35 53° 22′ 39″ N, 7° 13′ 17″ O                                                | Mühle (Baukomplex)           | Windmühle Zeldenrüst (Baudenkmal-Gruppe Mühlenensemble Zeldenrüst) | 36372386 | Weitere Bilder |
| Treckfahrtsweg 37 53° 22′ 39″ N, 7° 13′ 17″ O                                                | Speicher                     | Windmühle Zeldenrüst (Baudenkmal-Gruppe Mühlenensemble Zeldenrüst) | 36372413 | BW             |
| Treckfahrtsweg 37 53° 22′ 39″ N, 7° 13′ 18″ O                                                | Wohn-/Wirtschaftsgebäude     | Windmühle Zeldenrüst (Baudenkmal-Gruppe Mühlenensemble Zeldenrüst) | 36372440 | BW             |

### Friesland
| Lage                                                | Bezeichnung       | Beschreibung                 | ID       | Bild |
| --------------------------------------------------- | ----------------- | ---------------------------- | -------- | ---- |
| Föhrstraße 29–59 53° 21′ 16″ N, 7° 13′ 16″ O        | Wohnhaus (Gruppe) | Siedlung „Kolonie Friesland“ | 39395137 | BW   |
| Juiststraße 9–23, 20–34 53° 21′ 13″ N, 7° 13′ 18″ O | Wohnhaus (Gruppe) | Siedlung „Kolonie Friesland“ | 39395161 |      |
| Syltstraße 16–22 53° 21′ 17″ N, 7° 13′ 18″ O        | Wohnhaus (Gruppe) | Siedlung „Kolonie Friesland“ | 39395185 | BW   |

### Herrentor
| Lage                                                 | Bezeichnung         | Beschreibung                                             | ID       | Bild |
| ---------------------------------------------------- | ------------------- | -------------------------------------------------------- | -------- | ---- |
| Am Herrentor 20 53° 21′ 51″ N, 7° 13′ 8″ O           | Herrentorschule     | Schule                                                   | 36373674 | BW   |
| Königsberger Straße 12 a 53° 21′ 45″ N, 7° 13′ 10″ O | Wohnhaus            |                                                          | 39395209 | BW   |
| 53° 21′ 36″ N, 7° 13′ 40″ O                          | Verbindungskanal    | Baudenkmal-Gruppe                                        | 36355973 | BW   |
| Verbindungskanal 53° 21′ 36″ N, 7° 13′ 40″ O         | Schleusenanlage     | Verbindungsschleuse (Baudenkmal-Gruppe Verbindungskanal) | 36363642 | BW   |
| Verbindungskanal 53° 21′ 35″ N, 7° 13′ 41″ O         | Schleusenwärterhaus | Verbindungsschleuse (Baudenkmal-Gruppe Verbindungskanal) | 36363668 | BW   |

### Port Arthur/Transvaal
| Lage                                                        | Bezeichnung              | Beschreibung                                                         | ID       | Bild           |
| ----------------------------------------------------------- | ------------------------ | -------------------------------------------------------------------- | -------- | -------------- |
| Nesserlander Straße 53° 20′ 4″ N, 7° 10′ 30″ O              | Leuchtfeuer              | Hafenfeuer rot                                                       | 36373526 | Weitere Bilder |
| Nesserlander Straße 53° 20′ 5″ N, 7° 10′ 35″ O              | Mole                     | Hafenfeuer rot                                                       | 36375594 |                |
| Nesserlander Straße 120 53° 20′ 53″ N, 7° 11′ 13″ O         | Schule                   | Nesserlander Volksschule                                             | 36373551 | BW             |
| Nesserlander Straße 120 53° 20′ 53″ N, 7° 11′ 10″ O         | Turnhalle                | Nesserlander Volksschule                                             | 36375549 | BW             |
| 53° 20′ 47″ N, 7° 11′ 11″ O                                 | Nesserlander Friedhof    | Baudenkmal-Gruppe                                                    | 36356545 | BW             |
| Nesserlander Straße 53° 20′ 47″ N, 7° 11′ 11″ O             | Friedhof                 | (Baudenkmal-Gruppe Nesserlander Friedhof)                            | 36372977 | BW             |
| Nesserlander Straße 53° 20′ 47″ N, 7° 11′ 11″ O             | Warft                    | (Baudenkmal-Gruppe Nesserlander Friedhof)                            | 36373004 | BW             |
| 53° 20′ 45″ N, 7° 11′ 24″ O                                 | Nesserlander Seeschleuse | Baudenkmal-Gruppe                                                    | 36356430 | BW             |
| An der Nesserlander Schleuse 53° 20′ 45″ N, 7° 11′ 23″ O    | Schleusenanlage          | Nesserlander Schleuse (Baudenkmal-Gruppe Nesserlander Seeschleuse)   | 36371750 | BW             |
| An der Nesserlander Schleuse 19 53° 20′ 43″ N, 7° 11′ 24″ O | Schleusenwärterhaus      | Nesserlander Schleuse (Baudenkmal-Gruppe Nesserlander Seeschleuse)   | 36371540 | BW             |
| An der Nesserlander Schleuse 19 53° 20′ 43″ N, 7° 11′ 25″ O | Stallgebäude             | Nesserlander Schleuse (Baudenkmal-Gruppe Nesserlander Seeschleuse)   | 36372026 | BW             |
| An der Nesserlander Schleuse 19 53° 20′ 44″ N, 7° 11′ 25″ O | Brunnen                  | Nesserlander Schleuse (Baudenkmal-Gruppe Nesserlander Seeschleuse)   | 36372076 | BW             |
| An der Nesserlander Schleuse 15 53° 20′ 44″ N, 7° 11′ 27″ O | Quarantänestation        | ehem. Ärztehaus (Baudenkmal-Gruppe Nesserlander Seeschleuse)         | 36371970 | BW             |
| An der Nesserlander Schleuse 15 53° 20′ 44″ N, 7° 11′ 28″ O | Quarantänestation        | Krankenbaracke (Baudenkmal-Gruppe Nesserlander Seeschleuse)          | 36371998 | BW             |
| 53° 20′ 14″ N, 7° 11′ 18″ O                                 | Große Seeschleuse        | Baudenkmal-Gruppe                                                    | 36356445 | BW             |
| Willi-Zander-Straße 53° 20′ 14″ N, 7° 11′ 18″ O             | Schleusenanlage          | Große Seeschleuse (Baudenkmal-Gruppe Große Seeschleuse)              | 36372300 | BW             |
| Willi-Zander-Straße 53° 20′ 12″ N, 7° 11′ 20″ O             | Denkmal                  | Große Seeschleuse (Baudenkmal-Gruppe Große Seeschleuse)              | 36373348 | BW             |
| Zum Lotsenhaus 8/10 53° 20′ 20″ N, 7° 11′ 14″ O             | Doppelhaus               | Lotsensiedlung (Baudenkmal-Gruppe Große Seeschleuse)                 | 36372954 | BW             |
| Zum Lotsenhaus 12/14 53° 20′ 19″ N, 7° 11′ 13″ O            | Doppelhaus               | Lotsensiedlung (Baudenkmal-Gruppe Große Seeschleuse)                 | 36372931 | BW             |
| Zum Lotsenhaus 16/18 53° 20′ 18″ N, 7° 11′ 12″ O            | Doppelhaus               | Lotsensiedlung (Baudenkmal-Gruppe Große Seeschleuse)                 | 36372908 | BW             |
| Zum Lotsenhaus 20 53° 20′ 17″ N, 7° 11′ 11″ O               | Wohnhaus                 | Lotsensiedlung (Baudenkmal-Gruppe Große Seeschleuse)                 | 36372885 | BW             |
| Zum Lotsenhaus 26 53° 20′ 15″ N, 7° 11′ 11″ O               | Wohnhaus                 | Lotsensiedlung (Baudenkmal-Gruppe Große Seeschleuse)                 | 36372862 | BW             |
| Zum Lotsenhaus 28 53° 20′ 15″ N, 7° 11′ 10″ O               | Lotsenhaus               | Lotsensiedlung (Baudenkmal-Gruppe Große Seeschleuse)                 | 36372192 |                |
| Narvikstraße 1/1A 53° 20′ 10″ N, 7° 11′ 28″ O               | Wohnhaus                 | Doppelhaus (Schleusensiedlung) (Baudenkmal-Gruppe Große Seeschleuse) | 36372779 | BW             |
| Narvikstraße 1/1A 53° 20′ 10″ N, 7° 11′ 28″ O               | Vorgarten                | Doppelhaus (Schleusensiedlung) (Baudenkmal-Gruppe Große Seeschleuse) | 36373163 | BW             |
| Narvikstraße 2 53° 20′ 11″ N, 7° 11′ 27″ O                  | Wohnhaus                 | Schleusensiedlung (Baudenkmal-Gruppe Große Seeschleuse)              | 36372807 | BW             |
| Narvikstraße 2 53° 20′ 11″ N, 7° 11′ 28″ O                  | Vorgarten                | Schleusensiedlung (Baudenkmal-Gruppe Große Seeschleuse)              | 36373137 | BW             |
| Narvikstraße 3 53° 20′ 10″ N, 7° 11′ 26″ O                  | Wohnhaus                 | Schleusensiedlung (Baudenkmal-Gruppe Große Seeschleuse)              | 36372241 | BW             |
| Narvikstraße 3 53° 20′ 10″ N, 7° 11′ 26″ O                  | Vorgarten                | Schleusensiedlung (Baudenkmal-Gruppe Große Seeschleuse)              | 36373293 | BW             |
| Narvikstraße 4/4A 53° 20′ 11″ N, 7° 11′ 26″ O               | Wohnhaus                 | Doppelhaus (Schleusensiedlung) (Baudenkmal-Gruppe Große Seeschleuse) | 36372582 | BW             |
| Narvikstraße 4/4A 53° 20′ 11″ N, 7° 11′ 26″ O               | Vorgarten                | Doppelhaus (Schleusensiedlung) (Baudenkmal-Gruppe Große Seeschleuse) | 36373085 | BW             |
| Narvikstraße 5/5A 53° 20′ 10″ N, 7° 11′ 25″ O               | Wohnhaus                 | Doppelhaus (Schleusensiedlung) (Baudenkmal-Gruppe Große Seeschleuse) | 36372694 | BW             |
| Narvikstraße 5/5A 53° 20′ 10″ N, 7° 11′ 25″ O               | Vorgarten                | Doppelhaus (Schleusensiedlung) (Baudenkmal-Gruppe Große Seeschleuse) | 36373241 | BW             |
| Narvikstraße 6/6A 53° 20′ 11″ N, 7° 11′ 25″ O               | Wohnhaus                 | Doppelhaus (Schleusensiedlung) (Baudenkmal-Gruppe Große Seeschleuse) | 36372610 | BW             |
| Narvikstraße 6/6A 53° 20′ 11″ N, 7° 11′ 25″ O               | Vorgarten                | Doppelhaus (Schleusensiedlung) (Baudenkmal-Gruppe Große Seeschleuse) | 36373059 | BW             |
| Narvikstraße 7/7A 53° 20′ 10″ N, 7° 11′ 24″ O               | Wohnhaus                 | Doppelhaus (Schleusensiedlung) (Baudenkmal-Gruppe Große Seeschleuse) | 36372722 | BW             |
| Narvikstraße 7/7A 53° 20′ 10″ N, 7° 11′ 24″ O               | Vorgarten                | Doppelhaus (Schleusensiedlung) (Baudenkmal-Gruppe Große Seeschleuse) | 36373267 | BW             |
| Narvikstraße 8/8A 53° 20′ 11″ N, 7° 11′ 23″ O               | Wohnhaus                 | Doppelhaus (Schleusensiedlung) (Baudenkmal-Gruppe Große Seeschleuse) | 36372638 | BW             |
| Narvikstraße 8/8A 53° 20′ 10″ N, 7° 11′ 23″ O               | Vorgarten                | Doppelhaus (Schleusensiedlung) (Baudenkmal-Gruppe Große Seeschleuse) | 36373111 | BW             |
| Narvikstraße 9/9A 53° 20′ 9″ N, 7° 11′ 22″ O                | Wohnhaus                 | Doppelhaus (Schleusensiedlung) (Baudenkmal-Gruppe Große Seeschleuse) | 36372750 | BW             |
| Narvikstraße 9/9A 53° 20′ 10″ N, 7° 11′ 22″ O               | Vorgarten                | Doppelhaus (Schleusensiedlung) (Baudenkmal-Gruppe Große Seeschleuse) | 36373189 | BW             |
| Narvikstraße 10/10A 53° 20′ 10″ N, 7° 11′ 22″ O             | Wohnhaus                 | Doppelhaus (Schleusensiedlung) (Baudenkmal-Gruppe Große Seeschleuse) | 36372666 | BW             |
| Narvikstraße 10/10A 53° 20′ 10″ N, 7° 11′ 22″ O             | Vorgarten                | Doppelhaus (Schleusensiedlung) (Baudenkmal-Gruppe Große Seeschleuse) | 36373215 | BW             |
| Graf-Johann-Straße 9 53° 21′ 54″ N, 7° 11′ 40″ O            | Wohnhaus                 | Mehrfamilienwohnhaus                                                 | 36374391 | BW             |
| Graf-Johann-Straße 10 53° 21′ 54″ N, 7° 11′ 39″ O           | Wohnhaus                 | Mehrfamilienwohnhaus                                                 | 36374427 | BW             |
| Graf-Johann-Straße 27 53° 21′ 51″ N, 7° 11′ 37″ O           | Wohnhaus                 | Mehrfamilienwohnhaus                                                 | 36374452 | BW             |
| Graf-Johann-Straße 28 53° 21′ 51″ N, 7° 11′ 35″ O           | Wohnhaus                 | Mehrfamilienwohnhaus                                                 | 36374477 | BW             |

## Borssum
Baudenkmale in der Gemarkung Borssum.

| Lage                                            | Bezeichnung              | Beschreibung                                                            | ID       | Bild           |
| ----------------------------------------------- | ------------------------ | ----------------------------------------------------------------------- | -------- | -------------- |
| Schöpfwerkstraße 53° 20′ 0″ N, 7° 13′ 29″ O     | Siel                     | Borssumer Siel                                                          | 36356815 | Weitere Bilder |
| Westerburger Weg 8 53° 20′ 26″ N, 7° 13′ 27″ O  | Portal                   |                                                                         | 36356891 | BW             |
| Schöpfwerkstraße 5 53° 20′ 23″ N, 7° 13′ 32″ O  | Wohnhaus                 | Landarbeiterwohnhaus                                                    | 36356670 | BW             |
| Petkumer Straße 296 53° 20′ 24″ N, 7° 13′ 45″ O | Wohnhaus                 |                                                                         | 36356645 | BW             |
| 53° 20′ 22″ N, 7° 13′ 30″ O                     | Kirchwurt Borssum        | Kirchwurt Borssum (Baudenkmal-Gruppe)                                   | 36355610 | BW             |
| Schöpfwerkstraße 9 53° 20′ 22″ N, 7° 13′ 30″ O  | Kirche                   | (Baudenkmal-Gruppe Kirchwurt Borssum)                                   | 36356842 | Weitere Bilder |
| Schöpfwerkstraße 9 53° 20′ 22″ N, 7° 13′ 30″ O  | Glockenturm              | (Baudenkmal-Gruppe Kirchwurt Borssum)                                   | 36356866 | BW             |
| Schöpfwerkstraße 9 53° 20′ 22″ N, 7° 13′ 30″ O  | Kirchwurt                | (Baudenkmal-Gruppe Kirchwurt Borssum)                                   | 36359103 | BW             |
| 53° 20′ 36″ N, 7° 13′ 29″ O                     | Borssum, ev.-ref. Kirche | Baudenkmal-Gruppe                                                       | 36355627 | BW             |
| Petkumer Straße 243 53° 20′ 36″ N, 7° 13′ 28″ O | Kirche                   | Reformierte Kirche Borssum (Baudenkmal-Gruppe Borssum, ev.-ref. Kirche) | 36356591 | Weitere Bilder |
| Petkumer Straße 243 53° 20′ 36″ N, 7° 13′ 29″ O | Kirchhof                 | (Baudenkmal-Gruppe Borssum, ev.-ref. Kirche)                            | 36359463 | BW             |
| Petkumer Straße 247 53° 20′ 34″ N, 7° 13′ 28″ O | Wohnhaus                 | Jugendzentrum                                                           | 36356619 | BW             |
| Petkumer Straße 53° 21′ 5″ N, 7° 13′ 7″ O       | Schleusenanlage          | Borssumer Schleuse (Ems-Seitenkanal)                                    | 36356566 | BW             |
| Petkumer Straße 53° 21′ 5″ N, 7° 13′ 11″ O      | Eisenbahnbrücke          | Borssumer Schleuse (Ems-Seitenkanal)                                    | 36359842 | BW             |
| Petkumer Straße 53° 21′ 5″ N, 7° 13′ 11″ O      | Fußgängerbrücke          | Borssumer Schleuse (Ems-Seitenkanal)                                    | 36359602 | BW             |

## Harsweg
Baudenkmale in der Gemarkung Harsweg.

| Lage                                        | Bezeichnung      | Beschreibung                                                                                                   | ID       | Bild |
| ------------------------------------------- | ---------------- | --- | -------- | ---- |
| Auricher Straße 53° 23′ 58″ N, 7° 12′ 40″ O | Weyhe-Denkmal    | Denkmal für Heinrich von Weyhe, geb. 1820, gest. 1887, Kreishauptmann, Förderer des Wegebaues in Ostfriesland. | 36373802 |      |
| d. Alte Postweg 53° 23′ 29″ N, 7° 12′ 24″ O | Friedhofskapelle | Kapelle | 36356969 | BW   |

## Larrelt
Baudenkmale in der Gemarkung Larrelt.

| Lage                                           | Bezeichnung                     | Beschreibung                                                     | ID       | Bild           |
| ---------------------------------------------- | ------------------------------- | ---------------------------------------------------------------- | -------- | -------------- |
| Hauptstraße 54 53° 21′ 50″ N, 7° 8′ 34″ O      | Villa Cassens                   | Villa                                                            | 36357255 | BW             |
| Hauptstraße 54 53° 21′ 51″ N, 7° 8′ 36″ O      | Hausgarten (Villa Cassens)      | Garten                                                           | 36357224 | BW             |
| 53° 22′ 4″ N, 7° 9′ 2″ O                       | Wohnhausgruppe Japanstraße 3–20 | Baudenkmal-Gruppe, ohne Einzeldenkmale                           | 36356460 | BW             |
| 53° 21′ 54″ N, 7° 9′ 1″ O                      | Kirchwurt Larrelt               | Baudenkmal-Gruppe                                                | 36355662 | Weitere Bilder |
| Larrelter Kirchweg 8 53° 21′ 54″ N, 7° 9′ 0″ O | Kirche                          | Larrelter Kirche, ev.-ref. (Baudenkmal-Gruppe Kirchwurt Larrelt) | 36357291 | Weitere Bilder |
| Larrelter Kirchweg 8 53° 21′ 53″ N, 7° 9′ 0″ O | Friedhof                        | Johann-Baptist, ev.-ref. (Baudenkmal-Gruppe Kirchwurt Larrelt)   | 36359053 | BW             |
| Lange Straße 16 53° 21′ 54″ N, 7° 9′ 2″ O      | Wohnhaus                        | (Baudenkmal-Gruppe Kirchwurt Larrelt)                            | 36358444 | BW             |
| Diekshörn 2 53° 21′ 50″ N, 7° 9′ 3″ O          | Wohnhaus                        | Ehem. Wohnteil eines Gulfhaus                                    | 36358343 | BW             |
| Lange Straße 39 53° 21′ 51″ N, 7° 9′ 5″ O      | Wohnhaus                        |                                                                  | 36358491 | BW             |
| Möwenstraße 6 a 53° 21′ 53″ N, 7° 9′ 6″ O      | Wohnhaus                        |                                                                  | 36358468 | BW             |
| Wachtelweg 13 53° 21′ 57″ N, 7° 9′ 3″ O        | Wohnhaus                        |                                                                  | 36358419 | BW             |
| Hauptstraße 24 53° 21′ 59″ N, 7° 9′ 3″ O       | Wohn-/Geschäftshaus             |                                                                  | 36358368 | BW             |
| Tiefstraße 4 53° 22′ 1″ N, 7° 9′ 2″ O          | Wohn-/Wirtschaftsgebäude        |                                                                  | 36358555 | BW             |
| Tiefstraße 2 53° 22′ 1″ N, 7° 8′ 59″ O         | Wohn-/Wirtschaftsgebäude        |                                                                  | 36358533 | BW             |
| Möhlenhörn 11 53° 22′ 2″ N, 7° 8′ 54″ O        | Mühle (Baukomplex)              | Larrelter Mühle („Kost Winning“)                                 | 36357346 | Weitere Bilder |

## Logumer Vorwerk
Baudenkmale in der Gemarkung Logumer Vorwerk.

| Lage                                           | Bezeichnung              | Beschreibung                                                          | ID       | Bild |
| ---------------------------------------------- | ------------------------ | --------------------------------------------------------------------- | -------- | ---- |
| 53° 21′ 5″ N, 7° 7′ 56″ O                      | Dorfwurt Logumer Vorwerk | Baudenkmal-Gruppe                                                     | 36356522 | BW   |
| Osterreideweg 1 A/1B 53° 21′ 3″ N, 7° 7′ 56″ O | Wohnhaus                 | Küsterei (Baudenkmal-Gruppe Dorfwurt Logumer Vorwerk)                 | 36358984 | BW   |
| Osterreideweg 3 53° 21′ 4″ N, 7° 7′ 56″ O      | Kirche                   | Logumer Vorwerker Kirche (Baudenkmal-Gruppe Dorfwurt Logumer Vorwerk) | 36357374 |      |
| Osterreideweg 3 53° 21′ 3″ N, 7° 7′ 55″ O      | Friedhof                 | Friedhofskapelle (Baudenkmal-Gruppe Dorfwurt Logumer Vorwerk)         | 36359650 |      |
| Tide-Winenga-Weg 9 53° 21′ 5″ N, 7° 7′ 58″ O   | Wohn-/Wirtschaftsgebäude | Logumer Vorwerk (Baudenkmal-Gruppe Dorfwurt Logumer Vorwerk)          | 36357404 | BW   |
| Tide-Winenga-Weg 9 53° 21′ 6″ N, 7° 7′ 56″ O   | Toranlage                | Logumer Vorwerk (Baudenkmal-Gruppe Dorfwurt Logumer Vorwerk)          | 36357458 | BW   |
| Tide-Winenga-Weg 10 53° 21′ 6″ N, 7° 8′ 3″ O   | Garten                   |                                                                       | 42012545 | BW   |
| Tide-Winenga-Weg 10 53° 21′ 5″ N, 7° 8′ 4″ O   | Graft                    |                                                                       | 42012553 | BW   |
| Tide-Winenga-Weg 10 53° 21′ 7″ N, 7° 8′ 3″ O   | Wohn-/Wirtschaftsgebäude | Gulfhaus                                                              | 36358914 |      |
| Tide-Winenga-Weg 13 53° 21′ 4″ N, 7° 8′ 2″ O   | Wohnhaus                 |                                                                       | 36357483 | BW   |

## Petkum
Baudenkmale in der Gemarkung Petkum.

| Lage                                           | Bezeichnung              | Beschreibung                                                    | ID       | Bild           |
| ---------------------------------------------- | ------------------------ | --------------------------------------------------------------- | -------- | -------------- |
| Leeraner Straße 105 53° 20′ 5″ N, 7° 16′ 34″ O | Villa                    |                                                                 | 36357639 | BW             |
| Krugstraße 9 53° 20′ 3″ N, 7° 16′ 22″ O        | Wohnhaus                 |                                                                 | 36357612 | BW             |
| Fischershörn 9 53° 19′ 59″ N, 7° 16′ 20″ O     | Gulfhaus                 |                                                                 | 36357537 | BW             |
| 53° 20′ 1″ N, 7° 16′ 25″ O                     | Kirchwurt Petkum         | Baudenkmal-Gruppe                                               | 36355573 | BW             |
| 53° 20′ 1″ N, 7° 16′ 25″ O                     | Kirche                   | St.-Antonius-Kirche Petkum (Baudenkmal-Gruppe Kirchwurt Petkum) | 36357563 | Weitere Bilder |
| 53° 20′ 2″ N, 7° 16′ 24″ O                     | Glockenturm              | (Baudenkmal-Gruppe Kirchwurt Petkum)                            | 36357590 | BW             |
| 53° 20′ 1″ N, 7° 16′ 25″ O                     | Kirchwurt                | (Baudenkmal-Gruppe Kirchwurt Petkum)                            | 36359440 | BW             |
| 53° 19′ 56″ N, 7° 16′ 19″ O                    | OT Petkum Fährstraße     | Baudenkmal-Gruppe                                               | 43565306 | BW             |
| Fährstraße 77 53° 19′ 57″ N, 7° 16′ 14″ O      | Wohn-/Wirtschaftsgebäude | ehem. Sielwärterhaus (Baudenkmal-Gruppe OT Petkum Fährstraße)   | 43399654 | BW             |
| Fährstraße 53° 19′ 56″ N, 7° 16′ 14″ O         | Schlafdeich              | Petkumer Siel (Baudenkmal-Gruppe OT Petkum Fährstraße)          | 36359199 | BW             |
| Fährstraße 53° 19′ 57″ N, 7° 16′ 16″ O         | Siel                     | Petkumer Siel (Baudenkmal-Gruppe OT Petkum Fährstraße)          | 36357508 | BW             |
| Fährstraße 53° 19′ 56″ N, 7° 16′ 26″ O         | Schlafdeich              | Petkumer Siel (Baudenkmal-Gruppe OT Petkum Fährstraße)          | 36359199 | BW             |

## Twixlum
Baudenkmale in der Gemarkung Twixlum.

| Lage                                           | Bezeichnung       | Beschreibung                                           | ID       | Bild           |
| ---------------------------------------------- | ----------------- | ------------------------------------------------------ | -------- | -------------- |
| 53° 22′ 14″ N, 7° 7′ 59″ O                     | Kirchwurt Twixlum | Baudenkmal-Gruppe                                      | 36355679 | BW             |
| Twixlumer Straße 84 53° 22′ 14″ N, 7° 8′ 0″ O  | Kirche            | Twixlumer Kirche (Baudenkmal-Gruppe Kirchwurt Twixlum) | 36357686 | Weitere Bilder |
| Twixlumer Straße 84 53° 22′ 14″ N, 7° 7′ 58″ O | Kirchwurt         | (Baudenkmal-Gruppe Kirchwurt Twixlum)                  | 36359348 | BW             |
| Twixlumer Straße 84 53° 22′ 14″ N, 7° 7′ 59″ O | Friedhof          | (Baudenkmal-Gruppe Kirchwurt Twixlum)                  | 36359417 | BW             |
| Twixlumer Straße 53° 22′ 14″ N, 7° 7′ 58″ O    | Kriegerdenkmal    | (Baudenkmal-Gruppe Kirchwurt Twixlum)                  | 36357740 | BW             |

## Uphusen
Baudenkmale in der Gemarkung Uphusen.

### Marienwehr
| Lage                                       | Bezeichnung          | Beschreibung                                                   | ID       | Bild |
| ------------------------------------------ | -------------------- | -------------------------------------------------------------- | -------- | ---- |
| 53° 23′ 45″ N, 7° 15′ 19″ O                | Marienwehr, Dorfwurt | Baudenkmal-Gruppe                                              | 36356400 | BW   |
| Hievestraße 44 53° 23′ 45″ N, 7° 15′ 15″ O | Glockenturm          | (Baudenkmal-Gruppe Marienwehr, Dorfwurt)                       | 36357713 | BW   |
| Hievestraße 44 53° 23′ 44″ N, 7° 15′ 15″ O | Friedhof             | (Baudenkmal-Gruppe Marienwehr, Dorfwurt)                       | 36359624 | BW   |
| Marienwehr 6 53° 23′ 45″ N, 7° 15′ 18″ O   | Schule               | (Baudenkmal-Gruppe Marienwehr, Dorfwurt)                       | 36357019 | BW   |
| Marienwehr 1 53° 23′ 47″ N, 7° 15′ 17″ O   | Gulfhaus             | (Baudenkmal-Gruppe Marienwehr, Dorfwurt)                       | 36356788 | BW   |
| Marienwehr 5 53° 23′ 46″ N, 7° 15′ 18″ O   | Gulfhaus             | (Baudenkmal-Gruppe Marienwehr, Dorfwurt)                       | 36357870 | BW   |
| Marienwehr 9 53° 23′ 45″ N, 7° 15′ 20″ O   | Gulfhaus             | Valkenhof (Gulfhaus). (Baudenkmal-Gruppe Marienwehr, Dorfwurt) | 36356942 | BW   |

### Uphusen
| Lage                                        | Bezeichnung              | Beschreibung                             | ID       | Bild |
| ------------------------------------------- | ------------------------ | ---------------------------------------- | -------- | ---- |
| Kirchhörn 4 53° 22′ 38″ N, 7° 15′ 16″ O     | Wohnhaus                 | ehem. Armenhaus                          | 36357897 | BW   |
| Kirchhörn 11 53° 22′ 35″ N, 7° 15′ 16″ O    | Wohnhaus                 |                                          | 36358868 | BW   |
| 53° 22′ 36″ N, 7° 15′ 14″ O                 | Kirche Uphusen           | Baudenkmal-Gruppe                        | 36355644 | BW   |
| Kirchhörn 7 a 53° 22′ 37″ N, 7° 15′ 16″ O   | Wohnhaus                 | (Baudenkmal-Gruppe Kirche Uphusen)       | 36358296 | BW   |
| Kirchhörn 13 53° 22′ 36″ N, 7° 15′ 15″ O    | Glockenturm              | (Baudenkmal-Gruppe Kirche Uphusen)       | 36357819 | BW   |
| Kirchhörn 13 53° 22′ 36″ N, 7° 15′ 14″ O    | Kirche                   | (Baudenkmal-Gruppe Kirche Uphusen)       | 36357844 |      |
| Kirchhörn 13 53° 22′ 35″ N, 7° 15′ 15″ O    | Kirchhof                 | (Baudenkmal-Gruppe Kirche Uphusen)       | 36359487 | BW   |
| 53° 22′ 37″ N, 7° 15′ 22″ O                 | Uphusen, Hofensemble     | Baudenkmal-Gruppe                        | 36356111 | BW   |
| Brückhörn 17/21 53° 22′ 38″ N, 7° 15′ 21″ O | Wohn-/Wirtschaftsgebäude | (Baudenkmal-Gruppe Uphusen, Hofensemble) | 36357762 | BW   |
| Brückhörn 19 53° 22′ 37″ N, 7° 15′ 21″ O    | Wohnhaus                 | (Baudenkmal-Gruppe Uphusen, Hofensemble) | 36357791 | BW   |

## Widdelswehr
Baudenkmale in der Gemarkung Widdelswehr.

| Lage                                           | Bezeichnung       | Beschreibung                                          | ID       | Bild |
| ---------------------------------------------- | ----------------- | ----------------------------------------------------- | -------- | ---- |
| Leeraner Straße 38 53° 20′ 13″ N, 7° 14′ 56″ O | Villa             |                                                       | 36357066 | BW   |
| 53° 20′ 10″ N, 7° 14′ 58″ O                    | Kirchwurt Jarssum | Baudenkmal-Gruppe                                     | 36355592 | BW   |
| Kirchpfad 53° 20′ 10″ N, 7° 14′ 59″ O          | Kirche            | Jarßumer Kirche (Baudenkmal-Gruppe Kirchwurt Jarssum) | 36356992 |      |
| Kirchpfad 53° 20′ 9″ N, 7° 14′ 58″ O           | Friedhof          | (Baudenkmal-Gruppe Kirchwurt Jarssum)                 | 36359579 | BW   |
| Kirchpfad 53° 20′ 10″ N, 7° 14′ 59″ O          | Kirchwurt         | (Baudenkmal-Gruppe Kirchwurt Jarssum)                 | 36359371 | BW   |
| Kirchpfad 53° 20′ 9″ N, 7° 14′ 57″ O           | Kriegerdenkmal    | (Baudenkmal-Gruppe Kirchwurt Jarssum)                 | 36357043 | BW   |

## Wolthusen
Baudenkmale in der Gemarkung Wolthusen.

| Lage                                                | Bezeichnung                | Beschreibung                                             | ID       | Bild           |
| --------------------------------------------------- | -------------------------- | -------------------------------------------------------- | -------- | -------------- |
| 53° 22′ 34″ N, 7° 13′ 44″ O                         | Stadtfriedhof Tholenswehr  | Baudenkmal-Gruppe, ohne Einzeldenkmale                   | 36356218 |                |
| Wolthuser Straße 112 53° 22′ 11″ N, 7° 13′ 38″ O    | Villa Butenberg            | Villa                                                    | 36358216 | BW             |
| Meedestraße 18 53° 22′ 6″ N, 7° 14′ 1″ O            | Gulfhaus                   | Gulfhaus                                                 | 36357319 | BW             |
| Alte Ziegelei 1 53° 21′ 59″ N, 7° 13′ 42″ O         | „Alte Ziegelei“ (Gulfhaus) | Gulfhaus                                                 | 36373777 | BW             |
| 53° 22′ 13″ N, 7° 14′ 1″ O                          | Kirchwurt Wolthusen        | Baudenkmal-Gruppe                                        | 36356007 | BW             |
| Wolthuser Dorfstraße 4 a 53° 22′ 12″ N, 7° 14′ 1″ O | Kirche                     | Wolthuser Kirche (Baudenkmal-Gruppe Kirchwurt Wolthusen) | 36358143 | Weitere Bilder |
| Wolthuser Dorfstraße 4 a 53° 22′ 13″ N, 7° 14′ 0″ O | Kirchwurt                  | (Baudenkmal-Gruppe Kirchwurt Wolthusen)                  | 36359394 | BW             |
| Wolthuser Dorfstraße 53° 22′ 13″ N, 7° 14′ 2″ O     | Friedhof                   | (Baudenkmal-Gruppe Kirchwurt Wolthusen)                  | 36358193 | BW             |
| Wolthuser Dorfstraße 53° 22′ 13″ N, 7° 13′ 58″ O    | Kriegerdenkmal             | (Baudenkmal-Gruppe Kirchwurt Wolthusen)                  | 36358170 | BW             |
| 53° 22′ 11″ N, 7° 13′ 51″ O                         | Marktensemble Wolthusen    | Baudenkmal-Gruppe                                        | 36355990 | BW             |
| Marktstraße 53° 22′ 11″ N, 7° 13′ 50″ O             | Marktplatz (Baukomplex)    | (Baudenkmal-Gruppe Marktensemble Wolthusen)              | 36357948 | BW             |
| Marktstraße 6 53° 22′ 10″ N, 7° 13′ 48″ O           | Gulfhaus                   | (Baudenkmal-Gruppe Marktensemble Wolthusen)              | 36358001 | BW             |
| Marktstraße 5, 7 53° 22′ 12″ N, 7° 13′ 51″ O        | Wohnhaus                   | (Baudenkmal-Gruppe Marktensemble Wolthusen)              | 36357975 | BW             |
| Marktstraße 9 53° 22′ 11″ N, 7° 13′ 51″ O           | Wohnhaus                   | (Baudenkmal-Gruppe Marktensemble Wolthusen)              | 36358059 | BW             |
| Marktstraße 10 53° 22′ 11″ N, 7° 13′ 52″ O          | Gulfhaus                   | (Baudenkmal-Gruppe Marktensemble Wolthusen)              | 36358086 | BW             |
| Marktstraße 12 53° 22′ 11″ N, 7° 13′ 54″ O          | Gulfhaus                   | (Baudenkmal-Gruppe Marktensemble Wolthusen)              | 36358114 | BW             |

## Wybelsum
Baudenkmale in der Gemarkung Wybelsum.

| Lage                                            | Bezeichnung                     | Beschreibung                                          | ID       | Bild           |
| ----------------------------------------------- | ------------------------------- | ----------------------------------------------------- | -------- | -------------- |
| 53° 20′ 15″ N, 7° 1′ 39″ O                      | Denkmalensemble Knockster Siele | Baudenkmal-Gruppe                                     | 36356383 |                |
| Jannes-Ohling-Straße 53° 20′ 14″ N, 7° 1′ 39″ O | Friedrich Wilhelm               | Denkmal (Denkmalensemble Knockster Siele)             | 36357176 |                |
| Jannes-Ohling-Straße 53° 20′ 13″ N, 7° 1′ 39″ O | Friedrich II.                   | Denkmal (Denkmalensemble Knockster Siele)             | 36357200 |                |
| Jannes-Ohling-Straße 53° 20′ 24″ N, 7° 2′ 44″ O | Altes Knockster Siel            | Siel (Denkmalensemble Knockster Siele)                | 36356913 | BW             |
| Jannes-Ohling-Straße 53° 20′ 24″ N, 7° 2′ 50″ O | Knockster Verbandssiel          | Siel (Denkmalensemble Knockster Siele)                | 36357093 | BW             |
| Jannes-Ohling-Straße 53° 20′ 19″ N, 7° 3′ 14″ O | Neues Knockster Siel            | Siel (Denkmalensemble Knockster Siele)                | 36357124 | BW             |
| 53° 21′ 15″ N, 7° 6′ 37″ O                      | Kirche Wybelsum                 | Baudenkmal-Gruppe                                     | 36355728 | BW             |
| Brüggweg 10 53° 21′ 15″ N, 7° 6′ 38″ O          | Kirche                          | Wybelsumer Kirche (Baudenkmal-Gruppe Kirche Wybelsum) | 36356692 | Weitere Bilder |
| Brüggweg 10 53° 21′ 15″ N, 7° 6′ 38″ O          | Friedhof                        | (Baudenkmal-Gruppe Kirche Wybelsum)                   | 36356719 | BW             |
| Brüggweg 10 53° 21′ 15″ N, 7° 6′ 37″ O          | Kriegerdenkmal                  | (Baudenkmal-Gruppe Kirche Wybelsum)                   | 36356743 | BW             |
| Brüggweg 10 53° 21′ 14″ N, 7° 6′ 36″ O          | Einfriedung                     | (Baudenkmal-Gruppe Kirche Wybelsum)                   | 36359724 | BW             |
| 53° 21′ 13″ N, 7° 6′ 41″ O                      | Wybelsum, Hofanlage             | Baudenkmal-Gruppe                                     | 36355712 | BW             |
| Bettewehrstraße 1 53° 21′ 13″ N, 7° 6′ 42″ O    | Garten                          | Gulfhaus (Baudenkmal-Gruppe Wybelsum, Hofanlage)      | 36359556 | BW             |
| Bettewehrstraße 1 53° 21′ 14″ N, 7° 6′ 42″ O    | Einfriedung                     | Gulfhaus (Baudenkmal-Gruppe Wybelsum, Hofanlage)      | 36359819 | BW             |
| Bettewehrstraße 1 53° 21′ 13″ N, 7° 6′ 40″ O    | Wohn-/Wirtschaftsgebäude        | Gulfhaus (Baudenkmal-Gruppe Wybelsum, Hofanlage)      | 36358243 |                |
| Bettewehrstraße 1 53° 21′ 12″ N, 7° 6′ 39″ O    | Scheune                         | Gulfscheune (Baudenkmal-Gruppe Wybelsum, Hofanlage)   | 36358270 | BW             |
| Bettewehrstraße 12 53° 21′ 11″ N, 7° 6′ 28″ O   | Wohn-/Wirtschaftsgebäude        | Gulfhof                                               | 43399667 |                |
| Kattegang 4 53° 21′ 11″ N, 7° 6′ 37″ O          | Gulfhaus                        | Gulfhaus                                              | 36358962 | BW             |
| Kirchgang 1 53° 21′ 15″ N, 7° 6′ 31″ O          | Wohn-/Wirtschaftsgebäude        |                                                       | 36356766 | BW             |
| Mönkeweg 13 53° 20′ 41″ N, 7° 2′ 40″ O          | Wohn-/Wirtschaftsgebäude        |                                                       | 46367162 |                |